# Fonction publique française
Pour les autres articles nationaux ou selon les autres juridictions, voir fonction publique.
Pour les articles homonymes, voir FPE, FPT et FPH.

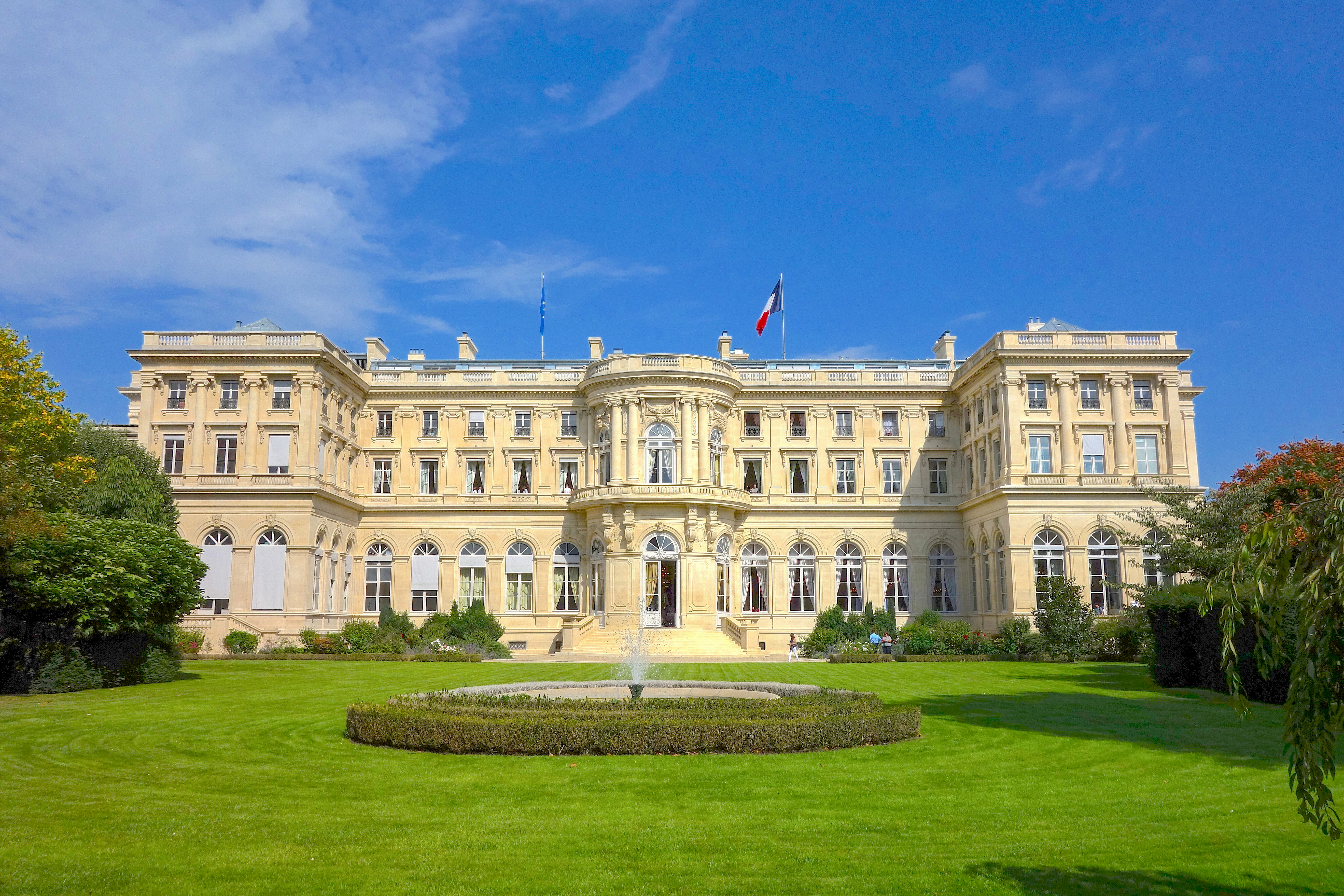
Ministère des Affaires étrangères à Paris.

La fonction publique française, au sens strict, comprend l’ensemble des agents appartenant à :
- la fonction publique de l'État (FPE), qui occupent les emplois permanents de l’État ;
- la fonction publique territoriale (FPT), qui travaillent dans des collectivités territoriales que sont les régions, départements, communes et établissements publics de coopération intercommunale (intercommunalités et syndicats intercommunaux) ;
- la fonction publique hospitalière (FPH), formée de certains agents exerçant dans les établissements hospitaliers et du secteur médico-social.

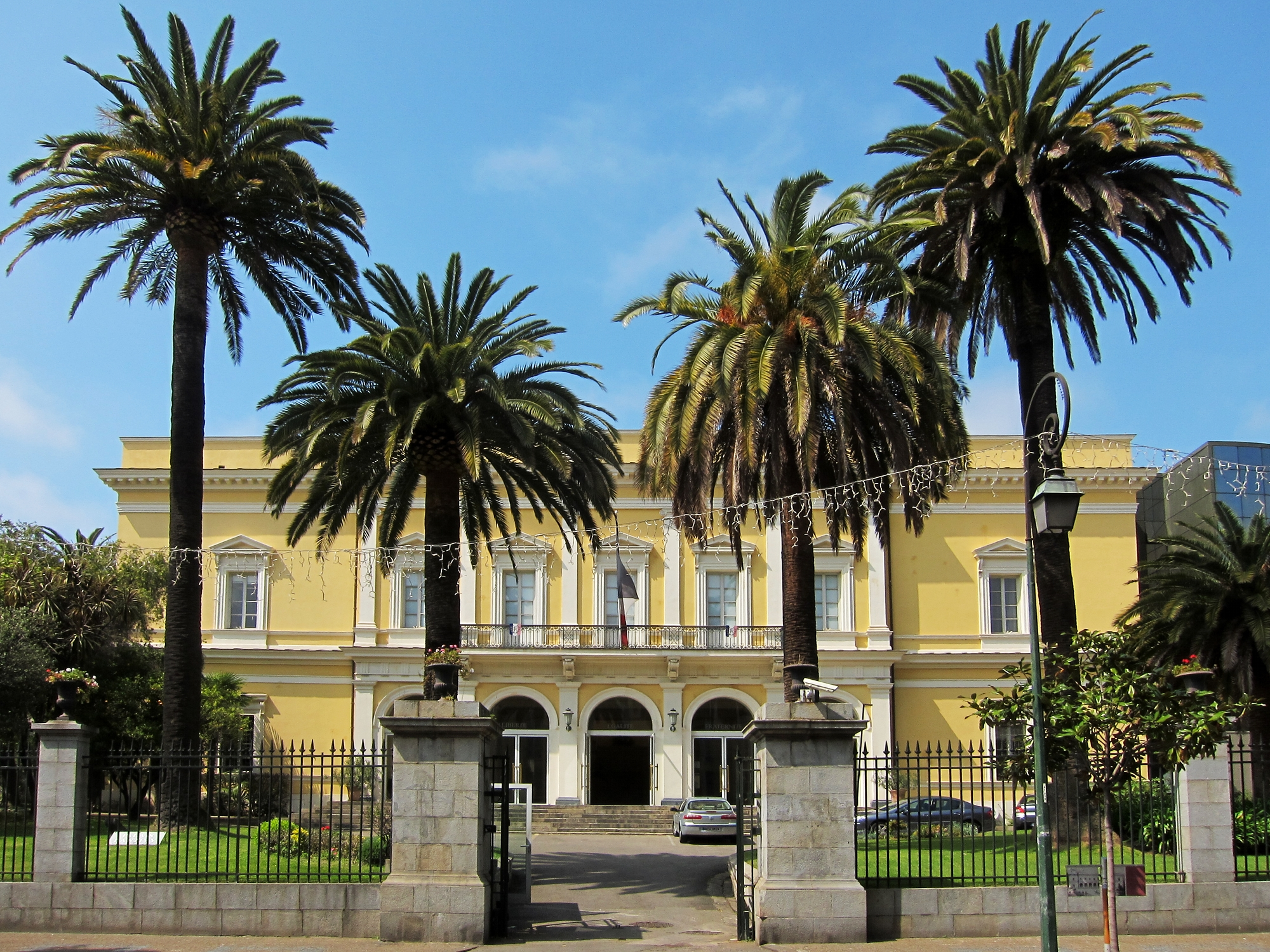
Hôtel de préfecture de Corse-du-Sud.

La fonction publique parlementaire, comprenant les fonctionnaires d'État de l'Assemblée nationale et du Sénat, est un cas particulier : leur statut est régi par l'ordonnance no 58-1100. Les forces armées et l'ordre judiciaire sont les deux autres exceptions notables au statut général de la fonction publique.
À la fin de l'année 2015, la fonction publique emploie 5,6 millions d’agents : elle représente 82 agents pour 1 000 habitants, et 21 % de l’emploi total en France. Environ 20 % de ces salariés travaillant à temps partiel, l'effectif en équivalence temps plein est d’environ 5,2 millions d'emplois.

## Histoire
La fonction publique française trouve ses origines dès l'Ancien Régime, avec les personnes au service de la monarchie française et les employés des villes. Toutefois, la majeure partie des postes est confiée à des officiers ou à des commissaires : les premiers deviennent de facto héréditaires, les autres sont nommés à volonté par le roi. Toutefois, certains employés des villes, par leur statut, commencent à préfigurer la fonction publique moderne : ils jouissent d'une certaine stabilité d'emploi, mais ne transmettent pas leurs fonctions à un héritier. La monarchie adopte ce type d'emploi à partir de 1679, mais uniquement pour des types de fonction très précis, en particulier des emplois « techniques ». Ces nouveaux agents, que l'on n'appelle pas encore « fonctionnaires », sont recrutés en fonction de leurs aptitudes, par un concours sur épreuves ou sur titres. Leur statut leur imposait des obligations strictes (résidence, devoir de réserve, ponctualité) mais prévoyait en parallèle des conditions de rémunération et d'avancement précises.
À la Révolution, les privilèges sont abolis et le système des offices supprimé. Les révolutionnaires proclament au contraire le libre accès aux fonctions publiques sans autre distinction que celle des talents (article 6 de la Déclaration des droits de l'homme et du citoyen). La loi du 19 mai 1834 sur l'état des officiers de terre et de mer, bien qu'elle s'applique aux militaires, est considérée comme importante dans l'histoire de la fonction publique, par l'établissement législatif de la distinction du grade et de l'emploi, et d'un embryon de la notion de position statutaire. Au cours du XIXe siècle, la fonction publique se met en place avec la constitution progressive des corps divisés en grades ou classes. Toutefois, si les règles sont souvent proches d'un corps à l'autre, et que quelques dispositions éparses sont prises par la loi, il n'existe pas de texte général sur la fonction publique. De plus, le clientélisme est omniprésent, certains profitant de leur statut de fonctionnaire afin d'obtenir une rente, tout en obtenant des congés de longue durée (ainsi, Stendhal qui obtient un congé de trois ans lui permettant d'être à Paris alors qu'il est consul de Civitavecchia). Certains cas de corruption conduisent à des scandales, dont le scandale Teste-Cubières en 1847, relaté par Victor Hugo dans Choses vues, qui conduit à la démission du ministre Teste et à la dégradation civique du général Cubières, ou le scandale de Panama qui touche cependant essentiellement des parlementaires. Sous la monarchie de Juillet (1830-1848), ces pratiques diverses sont dénoncées dans la revue La France administrative, créée par Charles van Tenac et qui a par ailleurs pour objectif de mettre en valeur la fonction publique. Ainsi, l'un des numéros de la revue dénonce le fils du général Cubières, nommé au ministère de la Guerre sans prendre la peine d'occuper son poste. La revue souligne, en revanche, les bas salaires des petits fonctionnaires, mettant ainsi en exergue l'inégalité entre hauts et petits fonctionnaires. Saint-Marc Girardin (1801-1873) propose, sans succès, une loi sur les règles d'admission et d'avancement des fonctionnaires afin de mettre un terme au népotisme ambiant. Il faut attendre le Second Empire pour que certaines règles soient fixées.
Alors qu'une certaine jurisprudence et quelques lois amorcent timidement un statut des fonctionnaires au début du XXe siècle, celui-ci est suspendu à la faveur de l'état de siège déclaré en août 1914 pour la durée de la guerre, d'une façon allant bien au-delà de ce que permettait, en principe, la loi. Cela donne ainsi naissance à l'arrêt Heyriès, en 1918, l'un des Grands Arrêts du Conseil d’État, qui constitue une « véritable doctrine des pouvoirs de crise », parallèle aux formes législatives et constitutionnelles permettant de décréter l'état d'urgence (loi du 3 avril 1955), l'état de siège (art. 36 de la Constitution de 1958) ou la reconnaissance de « pouvoirs exceptionnels » accordés au président de la République (art. 16 de la Constitution).
Dès sa prise de pouvoir, régime de Vichy promulgue la loi du 17 juillet 1940 qui exclut de la fonction publique tous ceux qui ne possèdent pas la nationalité française « à titre originaire, comme étant nés de père français ». Le même régime promulgue le premier statut général des fonctionnaires en 1941, dans une perspective corporatiste : il est déclaré nul à la Libération. Le Gouvernement provisoire de la République française élabore alors un statut général des fonctionnaires adopté par l'assemblée nationale constituante et devenu la loi du 19 octobre 1946. Ce statut général est remplacé par l'ordonnance du 4 février 1959 à la suite de l'entrée en vigueur de la nouvelle Constitution du 4 octobre 1958.
De leur côté, les agents des collectivités territoriales et ceux des hôpitaux publics ont été soumis à des statuts différents. Le personnel des communes était régi par la loi no 52-432 du 28 avril 1952, ultérieurement codifiée au livre IV du code des communes. Quant aux agents hospitaliers, c'est le décret no 55-683 du 20 mai 1955 qui établit leur statut.
Entre 1983 et 1986, le président François Mitterrand et son ministre de la fonction publique Anicet Le Pors établissent un nouveau « statut général de la fonction publique » qui concerne l'ensemble des fonctionnaires relevant de trois fonctions publiques (État, territoriale, hospitalière). Ce statut général a pris la forme de quatre lois : 
- la loi no 83-634 du 13 juillet 1983[15] dite Loi Le Pors porte sur les « droits et obligations des fonctionnaires » et constitue le titre Ier du statut général, dont les dispositions sont communes à tous les fonctionnaires ;
- la loi no 84-16 du 11 janvier 1984 (titre II du statut) concernant les fonctionnaires de l'État[16] ;
- la loi no 84-53 du 26 janvier 1984 (titre III du statut) concernant la fonction publique territoriale[17] ;
- la loi no 86-33 du 9 janvier 1986 (titre IV du statut) concernant la fonction publique hospitalière[18].

Depuis le 1er mars 2022, un code général de la fonction publique refond ces quatre lois ainsi que d'autres lois complémentaires. Les deux premiers livres de la partie réglementaire du code sont entrés en vigueur le 1er février 2025.

## Définition
La fonction publique française, au sens strict, comprend l’ensemble des agents publics occupant les emplois permanents de l’État, des collectivités territoriales (commune, département ou région) et des établissements publics de coopération intercommunale (EPCI) ou de certains établissements publics hospitaliers.
Parmi ces agents, tous ne sont pas fonctionnaires. En effet, le terme de fonctionnaire est polysémique. Dans le vocabulaire courant, il désigne toutes les personnes travaillant pour le secteur public. Il peut aussi comprendre tous les agents dont la rémunération est liée aux deniers publics. Pour autant, seuls ceux soumis aux statuts sont des fonctionnaires stricto sensu. Les autres sont des agents contractuels.
Dans les établissements publics à caractère industriel et commercial (EPIC) (RATP), dans les sociétés publiques (SNCF, Radio France, France Télévisions) et dans la plupart des organismes de sécurité sociale, le personnel est entièrement de droit privé (sauf cas exceptionnels de fonctionnaires détachés). Toutefois, pour des raisons historiques, une partie du personnel de certains établissements publics à caractère industriel et commercial, comme l'Office national des forêts (ONF), voire d'entreprises maintenant privées, comme Orange et La Poste, relève du corps des fonctionnaires de l'État. La Poste et Orange embauchent désormais du personnel selon les règles du droit privé.
En droit toutefois, il faut distinguer, parmi les agents publics, le personnel statutaire d'une part, et celui contractuel d'autre part. Mais encore faut-il différencier au sein des premiers les fonctionnaires, agents titulaires de leur statut, et le personnel non titulaire. Par ailleurs, le personnel contractuel peut relever du droit privé comme du droit public.
D'autres agents publics ne relèvent pas du statut général de la fonction publique civile et ne font donc pas partie de la fonction publique civile au sens strict, bien qu'ils soient comme eux dans une situation statutaire et réglementaire et que les dispositions qui les régissent soient très proches. Il s'agit. :
- des militaires régis par le statut général des militaires;
- des magistrats de l'ordre judiciaire régi par la loi organique relative au statut de la magistrature[24] ;
- des fonctionnaires des assemblés parlementaires régis par l'ordonnance de 1958 sur le fonctionnement des assemblées parlementaires
- les praticiens hospitaliers;
- les ouvriers d'État;
- les maîtres des établissements d'enseignement privé sous contrat d'association;
- le personnel des chambres d'agriculture, des chambres de commerces et des métiers;
- les fonctionnaires de la Direction générale de la Sécurité extérieure.

### Conditions d'accès

#### Nationalité
En règle générale, seuls peuvent être fonctionnaires les citoyens de l'Espace économique européen.
Certains emplois sont, de manière plus restrictive, ouverts aux seuls Français. Ainsi en est-il des emplois dits de souveraineté (Justice, Intérieur, Budget, Défense, Affaires étrangères, etc.). Inversement, certains corps sont accessibles par concours aux étrangers de toutes nationalités (par exemple, les emplois d'enseignant-chercheur de l'enseignement supérieur). Aucune condition de nationalité n'est exigée des agents non titulaires : ils doivent être titulaires d'un titre de séjour les autorisant à travailler en France.

#### Autres conditions
Tout candidat à la fonction publique doit ne pas avoir été condamné à une peine incompatible avec les fonctions exercées. Il doit avoir été recensé et suivi les obligations de service national dans son pays. Il est généralement demandé que le candidat soit titulaire d'un diplôme sanctionnant un niveau d'étude précis.

### Personnel statutaire
Il comprend les fonctionnaires proprement dit, titularisés par acte unilatéral, et les autres agents, temporaires ou en période de titularisation.
Les fonctionnaires sont employés dans les administrations d'État ou des administrations territoriales, ou dans les établissements publics. Ils sont notamment chargés d'assurer les services publics non délégués, comme la lutte contre les calamités (sapeurs-pompiers), la protection et le maintien de l'ordre (gendarmerie (militaires) ou police), l'enseignement (éducation), la santé (hôpitaux), mais aussi dans l'administration chargée de la gestion des ministères et collectivités territoriales.
Les hauts fonctionnaires nommés par le gouvernement (préfets, ambassadeurs, recteurs, administrateurs des finances publiques, directeurs d'administration centrale…) sont soumis à des règles strictes qui imposent la loyauté et qui dérogent aux droits dont bénéficient la grande majorité des fonctionnaires en vertu du statut général.
Les fonctionnaires sont dans une situation statutaire et réglementaire (contrairement aux agents non titulaires de l'État et aux employés des entreprises publiques ou privées) : cela signifie qu'ils n'ont pas de contrat de travail mais que leur emploi est directement géré par des dispositions de la loi et du règlement (décrets, arrêtés). Le Code du travail ne s'applique à la fonction publique que quand une disposition le prévoit expressément. C'est notamment le cas pour la santé au travail : ainsi, le décret no 85-603 du 10 juin 1985 relatif à l’hygiène et à la sécurité dans la fonction publique territoriale modifié par le décret no 2012-170 du 3 février 2012 est venu dans son article 3, préciser les dispositions de Code du travail applicables :
« En application de l’article 108-1 de la loi du 26 janvier 1984 susvisée, dans les services des collectivités et établissements mentionnés à l’article 1er, les règles applicables en matière de santé et de sécurité sont, sous réserve des dispositions du présent décret, celles définies aux livres Ier à V de la quatrième partie du Code du travail et par les décrets pris pour leur application, ainsi que par l’article L. 717-9 du Code rural et de la pêche maritime. »
Toutefois, des rapprochements existent entre la fonction publique et les salariés du privé, soit par l'adoption de dispositions équivalentes, soit par la jurisprudence.
Des établissements publics à caractère administratif (EPA) emploient également des agents titulaires qui ne sont pas des fonctionnaires, mais qui sont régis par des statuts particuliers et soumis à des règles proches de celles de la fonction publique.
En principe, les EPIC emploient des agents recrutés selon les modalités du droit du travail dans les mêmes conditions que les entreprises privées, à l'exception du directeur et, si l'établissement en est doté, du comptable public, qui ont alors la qualité d'agent public.

### Agents contractuels
L'État, les collectivités locales, les hôpitaux publics et les établissements publics emploient par ailleurs des agents contractuels. Ces agents signent un contrat avec leur employeur. Selon les cas, le contrat peut être de droit public ou de droit privé, à durée déterminée ou indéterminée. La catégorie des agents contractuels est très variée puisqu'elle comprend les vacataires, les auxiliaires, les contrats-aidés et les contractuels qualifiés comme tels. Alors que le recours aux agents contractuels est censé être une exception, les administrations publiques recourent de plus en plus à cette catégorie d'agents, notamment dans une logique de diminution des dépenses publiques et de passer outre aux rigidités statutaires.
En 2016, la situation des contractuels est améliorée par l'alignement de leurs droits et obligations sur ceux des fonctionnaires et par la possibilité de recruter directement des agents en contrat à durée indéterminée (CDI) pour des postes où il n’existe pas de corps de fonctionnaires.

## Types
Les fonctionnaires relevant du statut général de la fonction publique se répartissent, selon l'administration qui les emploie, en fonction publique de l'État, fonction publique territoriale et fonction publique hospitalière.

### Fonction publique de l'État (FPE)
- environ 50 % des effectifs
- exerce dans les administrations centrales (principalement les ministères), les services déconcentrés (préfectures, rectorats, directions régionales et départementales, établissements d'enseignement, SDAP…) et les EPA (y compris des organismes d'enseignement supérieur et de recherche : EPSCP, EPST…) et ODAC.

Les fonctionnaires des assemblées parlementaires sont aussi des fonctionnaires de l'État, mais leur statut est établi par le bureau de chaque assemblée.
- 2,392 millions d'agents[27].

| Le graphique qui aurait dû être présenté ici ne peut pas être affiché car il utilise l'ancienne extension Graph, désactivée pour des questions de sécurité. Des indications pour créer un nouveau graphique avec la nouvelle extension Chart sont disponibles ici . |
| Source secondaire Le Monde, source primaire SIASP, INSEE |

### Fonction publique territoriale (FPT)
- environ 30 % des effectifs
- exerce dans les collectivités territoriales (régions, départements, communes), leurs groupements (établissements publics de coopération intercommunale, syndicats mixtes…), ainsi que dans leurs établissements publics (centres communaux d'action sociale (CCAS), offices publics de l’habitat…).
- Les emplois sont répartis dans huit filières[29] regroupant les cadres d’emplois du secteur d’activité. Il existe les filières :
  1. Administrative ;
  2. Technique ;
  3. Culturelle ;
  4. Sportive ;
  5. Sanitaire et sociale ;
  6. Animation ;
  7. Police municipale ;
  8. Sapeurs-pompiers.
- 1,8 million d'agents[27].

| Le graphique qui aurait dû être présenté ici ne peut pas être affiché car il utilise l'ancienne extension Graph, désactivée pour des questions de sécurité. Des indications pour créer un nouveau graphique avec la nouvelle extension Chart sont disponibles ici . |
| Source secondaire Le Monde, source primaire SIASP, INSEE |

- Entre 2007 et 2008 la fonction publique territoriale au sein des communes a diminué pour la première fois de 0,3 %, alors que la fonction publique territoriale en général a augmenté de 3,2 %[30].

#### Fonction publique de la ville de Paris
Cette fonction publique, qui regroupe 51 240 fonctionnaires environ, est rattachée à la fonction publique territoriale, mais possède ses règles propres, justifiées par la spécificité de la Ville de Paris, qui exerce les compétences d'une commune et d'un département. Ces règles, fixées par le décret no 94-415 du 24 mai 1994, sont inspirées tantôt de la fonction publique de l'État, tantôt de la fonction publique territoriale, voire de la fonction publique hospitalière.

### Fonction publique hospitalière (FPH)
- environ 20 % des effectifs
- exerce dans les établissements publics de santé et les établissements publics sociaux ou médico-sociaux : hôpitaux, maisons de retraite, établissements relevant de l'aide sociale à l'enfance, les établissements pour handicapés ou inadaptés et les centres d'hébergement et de réinsertion sociale (ne relevant pas du secteur privé)[34].
- Le nombre des personnels des établissements publics sanitaires, sociaux et médico-sociaux est 1 161 087, au 31 décembre 2014[35] dont 1 022 719 fonctionnaires et d’agents contractuels de droit public, 114 968 personnels médicaux soumis à un statut sui generis figurant dans le code de la santé publique, 23 400 salariés de droit privé (agents employés par des contrats aidés et apprentis). 88 % des agents exercent dans les établissements publics de santé et 12 % dans les établissements sociaux et médico-sociaux.

| Le graphique qui aurait dû être présenté ici ne peut pas être affiché car il utilise l'ancienne extension Graph, désactivée pour des questions de sécurité. Des indications pour créer un nouveau graphique avec la nouvelle extension Chart sont disponibles ici . |
| Source secondaire Le Monde, source primaire INSEE |

### Nouvelle-Calédonie et Polynésie française
Il existe en Nouvelle-Calédonie et en Polynésie française des fonctions publiques dont le statut s'inspire fortement de celui de la fonction publique de la France métropolitaine.
Dans chacun de ces territoires, il existe à la fois des fonctionnaires du territoire et des fonctionnaires des collectivités locales inférieures (communes, groupements de communes, provinces pour la Nouvelle-Calédonie). Le statut des fonctionnaires communaux de Polynésie française est de la compétence de l'État qui l'a fixé par l'ordonnance no 2005-10 du 4 janvier 2005. Les autres statuts sont de la compétence de chaque collectivité. Une réforme engagée en 2020 prévoit une fusion des deux fonctions publiques de Nouvelle-Calédonie au profit d'une fonction publique unique pour la Nouvelle-Calédonie, ses provinces, ses communes et leurs établissements publics administratifs.

## Catégories
Les fonctionnaires civils sont répartis en catégories de niveau hiérarchique décroissant, défini également par celui du diplôme exigé pour le recrutement par concours externe,. Ils font également partie de corps ou de cadres d'emplois selon les distinctions résumées ci-dessous :
| Volet de la fonction publique                                                    | Statuts particuliers | Répartition en catégories                                                   |
| -------------------------------------------------------------------------------- | -------------------- | --------------------------------------------------------------------------- |
| Fonction publique d'État                                                         | Corps                | A, B, C                                                                     |
| Fonction publique territoriale (hors Paris)                                      | Cadres d'emplois     | A, B, C                                                                     |
| Fonction publique de la Ville de Paris                                           | Corps                | A, B, C                                                                     |
| Fonction publique hospitalière                                                   | Corps                | A, B, C                                                                     |
| Fonction publique de la Nouvelle-Calédonie (pays et provinces)                   | Corps                | A, B, C, D                                                                  |
| Fonction publique de la Nouvelle-Calédonie (communes et groupements)             | Cadres d'emplois     | A, B, C, D                                                                  |
| Fonction publique de la COM Polynésie française                                  | Cadres d'emplois     | A, B, C, D                                                                  |
| Fonction publique des communes de la Polynésie française et de leurs groupements | Cadres d'emplois     | « conception et encadrement », « maîtrise », « application », « exécution » |

En 2007, la répartition des effectifs dans trois des fonctions publiques était la suivante :
- Fonction publique de l'État (y compris EPA) : catégorie A 50 %, catégorie B 27 %, catégorie C 23 % ;
- Fonction publique territoriale : catégorie A 9 %, catégorie B 14 %, catégorie C 77 % ;
- Fonction publique hospitalière : catégorie A 16 %, catégorie B 36 %, catégorie C 48 %[38]. En 2020, selon le rapport de la DGAFP, la répartition par catégorie se faisait ainsi : catégorie A 33 %, catégorie B 19 %, catégorie C 48 %.

### Catégorie A
Le recrutement s'effectue sur concours externes et internes, ainsi qu'au choix, et nécessite, en ce qui concerne le concours externe, la possession d'un diplôme justifiant généralement d'au moins trois années d'études supérieures. Par facilité de langage, on parle parfois de catégories « petit A » (A atypique), A (A type), A+ (A supérieure) en fonction du niveau de responsabilité et d'autorité du corps de fonctionnaires concernés. Ces classements ne portent pas toujours les mêmes noms ; ils ne reposent pas sur des éléments très précis et peuvent varier d'une publication à l'autre.
D'après le ministère de la fonction publique, la catégorie A comprend plusieurs corps types, qu'il est possible de rassembler en trois groupes :
- Catégorie A supérieur ou « A+ »
- Catégorie A type
- Catégorie « petit A », « A- » ou « A atypique »

#### Catégorie A supérieur ou «A+»

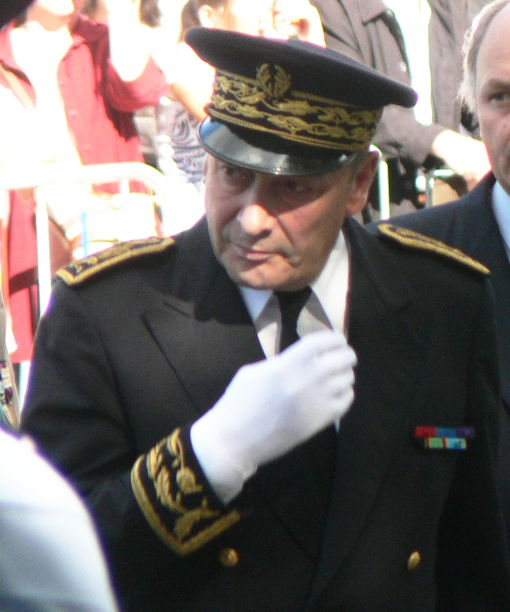
Michel Morin, préfet de l'Isère de 2006 à 2008, en tenue préfectorale.

Selon la DGAFP, sont considérés comme appartenant à la catégorie A supérieure (ou « A+ »), l’ensemble des  corps et cadres d’emplois culminant au moins en hors échelle B, recrutant par la voie de la promotion interne dans des corps de catégorie A, à minima au niveau de la licence et dont les missions fixées par les statuts particuliers correspondent à des fonctions supérieures d’encadrement, de direction, d’expertise, de contrôle ou d’inspection. La nomination aux plus hautes fonctions de l’État se fait principalement en leur sein (cf. Haute fonction publique).
Ils sont accessibles soit directement par la voie des concours externes ou internes, soit par le « tour extérieur » via l'inscription sur une liste d'aptitude pour les fonctionnaires de catégorie A dont les mérites professionnels le justifient. Pour les corps supérieurs d'enseignement et de recherche, l'inscription sur la liste de qualification par le Conseil national des universités permettant le recrutement des professeurs des universités peut être assimilée à une liste d'aptitude.
La formation par une école de la fonction publique ne permet pas systématiquement de qualifier un corps (puisque par exemple la scolarité dans une École normale supérieure ou l'École polytechnique ne donne pas d'accès direct à la fonction publique et qu'en outre une école comme l'EHESP forme tous les corps d'encadrement et d'inspection du domaine sanitaire et social alors que l'INSP ou l'INET forment des corps d'encadrement supérieur de la fonction publique).
La mobilité entre les différents corps est de plus en plus fréquente en raison de l'alignement progressif des conditions statutaires les régissant et de la loi relative à la mobilité des fonctionnaires. Leur prestige peut différer fortement en fonction des carrières, des rémunérations et de la sélectivité des recrutements sans autant établir une hiérarchie entre eux.
| Type                        | Professions |
| --------------------------- | --- |
| Direction et administration | Administrateur civil, Préfet, Sous-préfet, Ambassadeur, Directeur d'administration centrale, Directeur des services pénitentiaires, Directeur de la protection judiciaire de la jeunesse                                             |
| Ingénierie et Technique     | Ingénieur général des mines, Ingénieur général des ponts, des eaux et des forêts, Ingénieur général de l'armement, Ingénieur général des travaux publics de l'État, Ingénieur en chef des systèmes d'information et de communication |
| Sécurité et Défense         | Officier général de la police nationale, Officier général de la gendarmerie nationale, Officier général des armées |
| Santé et Social             | Médecin général inspecteur, Directeur général de l'agence régionale de santé, Directeur d'établissement social et médico-social |
| Éducation et Enseignement   | Inspecteur général de l'éducation, du sport et de la recherche, Recteur d'académie, Directeur général de l'enseignement scolaire |
| Inspection et Contrôle      | Inspecteur général des finances, Inspecteur général de l'administration, Contrôleur général des armées, Inspecteur général des affaires sociales                                                                                     |
| Justice et Juridique        | Magistrat, Avocat général, Premier président de cour d'appel, Procureur général, Directeur des services judiciaires |

#### Catégorie A type
Elle regroupe des corps d'encadrement et de conception, qui forment l'essentiel des cadres de l'État, et des professions intellectuelles. Elle comporte le plus souvent trois grades : le 1er grade culmine à l'indice brut 801, le 2e grade à l'indice brut 966 et le 3e grade en hors échelle.
| Type                        | Professions |
| --------------------------- | --- |
| Direction et administration | Attaché d'administration de l'État, Attaché d’administration hospitalière, Attaché des administrations parisiennes, Attaché de la DGSE, Attaché statisticien, Secrétaire des affaires étrangères, Directeur des services de greffe judiciaires, Directeur pénitentiaire d'insertion et de probation, Directeur de la protection judiciaire de la jeunesse |
| Ingénierie et Technique     | Ingénieur des travaux publics de l'État, Ingénieur de l'agriculture et de l'environnement, Ingénieur de l'industrie et des mines, Ingénieur civil de la défense, Ingénieur de la police technique et scientifique, Ingénieur territorial, Ingénieur d'études, Ingénieur des systèmes d'information et de communication                                    |
| Santé et Social             | Cadre de santé, Sage-femme des hôpitaux, Directeur des soins, Inspecteur de l'action sanitaire et sociale |
| Inspection et Contrôle      | Inspecteur des finances publiques, Inspecteur des douanes, Inspecteur de la répression des fraudes, Inspecteur de la jeunesse et des sports, Inspecteur du travail |

#### Catégorie «petit A», «A-» ou «A atypique»
Cette catégorie regroupe des corps qui n'atteignent pas l'indice brut 966 et sont souvent un débouché (ou une spécialisation) pour du personnel issu de la catégorie B. À noter que tous les corps cités ci-dessous ne sont pas des corps, certains sont des emplois.
| Type                               | Professions |
| ---------------------------------- | --- |
| Éducation et Enseignement          | Professeur certifié, Professeur des écoles, Professeur de lycée professionnel, Conseiller principal d'éducation |
| Santé et Paramédical               | Infirmier, Personnel paramédical des hôpitaux                                                                   |
| Services Sociaux et Pénitentiaires | Conseiller pénitentiaire d'insertion et de probation (CPIP)                                                     |
| Sécurité et Défense                | Officier de police, Officier de port, Officier de sapeurs-pompiers                                              |
| Éducation et Services Sociaux      | Chef de service éducatif, Conseiller technique de service social                                                |
| Ingénierie et Technique            | Assistant ingénieur                                                                                             |

### Catégorie B
Le recrutement s'effectue sur concours externe en justifiant au moins de la possession du baccalauréat ou équivalent, sur concours interne réservé aux fonctionnaires justifiant d'au moins 4 ans d'ancienneté en qualité de titulaire et sur concours dit « 3e voie » réservé aux candidats ayant déjà une activité professionnelle spécifique.
La plupart des corps et cadres d'emploi de catégorie B répondent à la logique du « Nouvel espace statutaire » (NES), mis en œuvre entre 2009 et 2012. Ces corps ou cadres d'emploi comprennent trois grades. Seul le recrutement au premier grade se fait au niveau du baccalauréat, tandis que d'autres concours permettent à leurs lauréats d'accéder directement au deuxième grade, au niveau bac+2, éventuellement spécialisé.
Les fonctionnaires de catégorie B perçoivent une rémunération nette mensuelle qui varie généralement entre 1 457,39 € (début de carrière) et 2 313,06 € (fin de carrière), hors primes.
- Exemples d'emplois de catégorie B : adjoint des cadres hospitaliers, animateur territorial, assistant de bibliothèque, auxiliaire de puériculture, chef de service de police municipale, contrôleur des finances publiques, greffier des services judiciaires, gardien de la paix, surveillant pénitentiaire, moniteur éducateur[41], officier de port adjoint, officiers de sapeurs-pompiers (lieutenant et officier expert), rédacteur (exemple de grades pour un rédacteur : rédacteur, rédacteur principal de 2ème classe, rédacteur principal de 1ère classe), secrétaire administratif, technicien (supérieur).

### Catégorie C
Jusqu'aux années 1950 le terme de commis était utilisé pour certaines de ces fonctions.
Le recrutement s'effectue généralement sans concours pour le premier grade, et sur concours de niveau diplôme national du brevet ou CAP/BEP pour l'accès direct aux grades supérieurs. Les corps et cadres d'emplois comportent deux ou trois grades.
- Exemples d'emplois de catégorie C : adjoint administratif, adjoint du patrimoine, adjoint technique, agent des services techniques, agent ou gradé subalterne de la police municipale, expert technique des services techniques.

Grades intermédiaires : Entre les catégories C et B, on retrouve les grades d'agent de maîtrise et d'agent de maîtrise principal, souvent regroupés sous l'appellation "C+". Ces agents occupent une position intermédiaire, assurant des fonctions d'encadrement et de coordination. L'accès à ces grades nécessite généralement une expérience professionnelle significative et la réussite d'un concours spécifique.
La rémunération indiciaire des agents de catégorie C s'échelonne entre 1 801,74 € brut (1 430,04 € net) et 2 353,09 € brut (1 867,64 € net). Pour les agents de maîtrise principaux, le traitement indiciaire maximal peut atteindre 2 500,77 € brut (1 984,86 € net).

### Catégorie D
La catégorie D, accessible sans diplôme a été mise en extinction à partir de 1988 ou 1992 selon la fonction publique concernée et ses agents et ses emplois, lorsqu'ils existaient encore, intégrés dans la catégorie C. Toutefois, les fonctions publiques spécifiques de la Nouvelle-Calédonie et de la Polynésie française ont conservé une quatrième catégorie.

## Corps, cadres d'emplois, emplois et grades

### Principe
Traditionnellement, la fonction publique en France dérive des principes de la fonction publique de l'État.
Celle-ci est divisée en corps de fonctionnaires. Chaque corps est classé dans l'une des catégories A, B et C. Dans un même corps existent un ou plusieurs grades ou classes. Chaque grade correspond à des emplois. C'est la distinction fondamentale de la fonction publique de carrière : le grade (dont le titulaire est comme propriétaire et dont il ne peut être privé que pour des raisons précises et réglementées : révocation, démission ou radiation pour cause de départ en retraite) et l'emploi (l'affectation sur un emploi correspondant au grade considéré, qui relève de l'administration).
En plus du statut général de la fonction publique, il existe en effet un statut particulier du corps, du cadre d'emplois ou de l'emploi qui en détermine les règles particulières internes (conditions de recrutement, durée et condition du stage, titularisation, modalités et règles d'avancement, sanctions disciplinaires…).

### Corps, cadres d'emplois et statuts d'emplois
Le corps est la base d'organisation de la fonction publique de l'État, de la fonction publique hospitalière, de la fonction publique de la ville de Paris et de celle de la Nouvelle-Calédonie.
Ainsi, il existe un corps des professeurs agrégés (de l'enseignement secondaire), un corps des maîtres de conférences des universités, le corps préfectoral, etc.
Dans la fonction publique territoriale et celles de la Polynésie française, les cadres d'emplois jouent le même rôle que les corps et sont regroupés par filière professionnelle (Administrative, technique, sport, animation, médico-social, culture, police municipale, sapeurs-pompiers).
Au-delà des corps et des cadres d'emplois, il existe des statuts d'emplois. Ce type d'emploi est généralement prévu pour des fonctions d'encadrement supérieur. Les dispositions statutaires sont propres à un emploi ou à un nombre déterminé d'emplois, ce qui permet des fonctions et souvent une rémunération spécifiques. Ces emplois sont pourvus par détachement de fonctionnaires (qui gardent alors en outre leur corps ou cadre d'emplois d'origine) ou par recrutement direct d’agents contractuels.

### Grades, classes et échelons
Chaque corps ou cadre d'emplois peut soit comporter un grade unique soit être divisé en grades ou classes hiérarchisés.
La plupart des corps comprennent des grades ou des classes. La différence entre le grade et la classe est que le grade correspond théoriquement à l'exercice de fonctions ou de responsabilités de niveau différent, ce qui n'est pas le cas d'une classe à l'autre. Pour le reste, les grades et les classes fonctionnent sur le même principe.
Dans le cas précis des corps des professeurs des écoles, des professeurs certifiés et des professeurs agrégés, ceux-ci comportent une classe normale et une hors-classe. Pour ce cas spécifique, la classe de rémunération dite « maximale » est la classe exceptionnelle mise en place dans le cadre de l'accord PPCR de 2017. Puisque la hors classe devenait accessible de droit à tous, il a été institué une classe supplémentaire, au-delà de la hors classe, pour les enseignants méritants.
De la même façon, le corps des inspecteurs des impôts comporte plusieurs grades parmi lesquels une classe normale et un principalat accessible par examen professionnel ou par inscription au tableau d'avancement.
Typiquement, les grades ou classes supérieurs de chaque corps sont contingentés et ne peuvent représenter qu'une certaine proportion maximum du corps. La loi organique relative aux lois de finances (LOLF) tend à modifier les dispositifs existants en leur substituant un ratio promus/promouvables. Ce principe, d'abord prévu pour les fonctionnaires de l'État, est appliqué également dans les autres fonctions publiques.
Chaque grade ou classe comporte plusieurs échelons, ces échelons étant parfois eux-mêmes divisés en chevrons.

## Carrière

### Entrée dans la fonction publique

#### Recrutement
Le mode général de recrutement des fonctionnaires est le concours. Les concours externes sont réservés aux titulaires d'un diplôme, tandis que les concours internes sont destinés aux fonctionnaires et agents assimilés pouvant justifier d'une ancienneté requise dans un grade de niveau inférieur.
Les concours comprennent généralement des épreuves écrites d'admissibilité et des épreuves orales d'admission. Il peut exister un troisième concours pour les personnes ayant déjà une expérience professionnelle hors de la fonction publique.
Le calendrier des recrutements de la fonction publique figure sur le portail du ministère de la fonction publique (SCORE).
Certains grades de la catégorie C peuvent cependant faire l'objet d'un recrutement sans concours ; recrutement direct sur certains corps d'accueil peu qualifiés, ou par le biais d'un contrat dit PACTE (parcours d’accès aux carrières territoriales, hospitalières et de l’État) assorti d'une formation qualifiante. De même certains candidats reconnus travailleurs handicapés et remplissant les conditions de diplôme requises peuvent, dans toutes les catégories, être recrutés sans concours pour un contrat avant, éventuellement, d'être titularisés.

##### Fonction publique de l'État
Les attachés d'administration de l'État sont recrutés via le concours d'accès aux Instituts régionaux d'administration (IRA). Les corps techniques de catégorie A sont recrutés par des concours spécifiques (ENSAE, École nationale de la météorologie, ENGREF, ENSTA Bretagne, etc.).

##### Fonction publique territoriale
Dans la fonction publique territoriale, les candidats externes ou internes passent des concours organisés soit par les centres de gestion de la fonction publique territoriale départementaux ou interdépartementaux, soit, plus rarement et pour les plus importantes d'entre elles, par les collectivités où les postes sont à pourvoir. Seuls les concours pour les cadres d'emplois de catégorie A+ sont organisés à l'échelon national par le Centre national de la fonction publique territoriale (CNFPT). S'ils sont reçus, et éventuellement après formation, les candidats sont inscrits sur une liste d'aptitude. Ceci leur permet de postuler dans les collectivités territoriales et leurs groupements, mais ne leur assure pas d'avoir un poste. Ceux qui n'ont pas eu de poste avant l'établissement de la liste d'aptitude suivante ne sont pas recrutés et sont appelés familièrement les reçus-collés.

##### Fonction publique hospitalière
Dans la fonction publique hospitalière, les recrutements par concours pour les corps de direction ou de l'encadrement supérieur sont organisés à l'échelon national par le Centre national de gestion de la fonction publique hospitalière (CNG). S'ils sont reçus, les lauréats suivent une formation en qualité d'élèves à l'EHESP, valant année de stage, d'une durée variant de 12 mois à 24 mois selon le corps. À l'issue de cette formation, ils sont titularisés et affectés dans un établissement relevant de la fonction publique hospitalière.
Pour les autres corps de fonctionnaires hospitaliers, les recrutements par concours sont organisés au niveau local. En général, c'est l'établissement hospitalier le plus important du département qui assure l'organisation des concours pour l'ensemble des établissements.

#### Stage et formation initiale
Depuis le 1er juillet 2008, la plupart des fonctionnaires stagiaires sont astreints à suivre une formation dite « d'intégration » qui conditionne leur titularisation. En sont toutefois dispensés, les fonctionnaires recrutés par la voie de la promotion interne, ainsi que ceux appartenant au corps des sapeurs pompiers et police municipale(car soumis à des formations spécifiques). Certains fonctionnaires de catégorie A passent, après recrutement, un temps de formation supplémentaire au sein d'écoles de la fonction publique. Ils sont appelés « élèves fonctionnaires stagiaires ».
Certains de ces élèves fonctionnaires ne sont pas encore intégrés dans un corps. Durant le temps où ils sont sous ce statut, ils complètent leur formation ou participent à des activités de recherche. L'entrée dans un corps se fait à la sortie de l'école, soit après avoir passé un nouveau concours, soit en choisissant une carrière en fonction du rang de classement à la sortie de l'école.
Dans la fonction publique territoriale, la période de « stage » doit faire l’objet d'une évaluation faite par le chef de service
.

#### Titularisation
À l'issue du stage, le stagiaire a vocation à être titularisé. Le fonctionnaire stagiaire peut être licencié pour insuffisance professionnelle lorsqu'il est en stage depuis un temps au moins égal à la moitié de la durée normale du stage. Le licenciement est prononcé après avis de la commission administrative paritaire (CAP) compétente pour le corps ou le cadre d'emplois dans lequel l'intéressé a vocation à être titularisé. Lorsque le fonctionnaire stagiaire a, par ailleurs, la qualité de titulaire dans un autre corps, cadre d'emplois ou emploi, il est mis fin à son détachement, et il est réintégré dans son corps, cadre d'emplois ou emploi d'origine, dans les conditions prévues par le statut dont il relève. Il n'est pas versé d'indemnité de licenciement.
La titularisation est soumise à l'avis d'un médecin agréé qui déterminera l'aptitude de l'agent à ses fonctions ainsi qu'un éventuel taux d'I.P.P.[Quoi ?]
Les travailleurs handicapés peuvent être recrutés sous contrat, renouvelable une fois, sur des emplois publics de catégorie A, B ou C. La durée du contrat est équivalente à la période de stage effectuée pour le même emploi par un lauréat de concours. À l’issue du contrat, le travailleur handicapé peut être alors engagé sur un emploi de titulaire (c'est le jury composé du DRH et du chef de service qui apprécient l’aptitude professionnelle de l’agent et procèdent à sa titularisation si le candidat a su faire la preuve de sa compétence). En cas de refus de titularisation, la commission administrative paritaire est obligatoirement saisie.

### Déroulement de carrière
Depuis le décret no 2016-907 du 1er juillet 2016, le « Parcours professionnel, carrières et rémunérations » (PPCR) est mis en place, précisant les termes du parcours professionnel, et en particulier aux rémunérations - salaires et primes - des agents publics français, ce protocole réorganise tout le déroulement de carrière des agents de la fonction publique.

#### Rémunération
Tous les fonctionnaires perçoivent au minimum :
- un traitement de base : à chaque échelon correspond un indice de traitement exprimé en points. Le montant brut de ce traitement est calculé en multipliant le nombre de points d'indice par la valeur du point, commune à tous les fonctionnaires ;
- une indemnité de résidence en fonction du lieu d'exercice ;
- et le supplément familial de traitement pour ceux qui sont chargés de famille.

Par ailleurs, certaines sujétions particulières existent selon l'administration ou le grade/situation :
- un régime indemnitaire qui varie selon le corps ou cadre d'emplois et le grade : ce dernier a des dénominations variées ainsi que des modalités d'attribution et un montant différent selon les corps et grades[49]. Le décret n°2014-513 du 20 mai 2014 a créé le régime indemnitaire tenant compte des fonctions, des sujétions, de l'expertise et de l'engagement professionnel dans la fonction publique de l’État (RIFSEEP), qui a vocation à se substituer aux multiples primes existantes pour les fonctionnaires de l'État ;
- la nouvelle bonification indiciaire (NBI) est allouée à certains fonctionnaires compte tenu de leurs responsabilités ou des conditions d'exercice de leurs fonctions (affectation à titre principal dans des quartiers prioritaires par exemple).

#### Positions
Tout fonctionnaire est, à un instant donné, dans une des quatre positions suivantes :
- activité : le fonctionnaire occupe un emploi qui correspond à son grade, et perçoit une rémunération associée. Le fonctionnaire peut, avec son accord, être mis à disposition par son administration d'origine à une autre administration ou organisme poursuivant un but d'intérêt général, mais reste rémunéré et noté par son administration d'origine ; dans un tel cas, il reste en position d'activité[DAG2 11] ;
- détachement : le fonctionnaire occupe un emploi en dehors de son administration d'origine, et il est rémunéré par l'organisme dans lequel il travaille effectivement, mais continue de bénéficier parallèlement de l'avancement et des droits à la retraite de son corps d'origine ; sa rémunération par l'organisme dans lequel il est détaché reste comparable à la rémunération qu'il est susceptible de percevoir dans son corps d'origine ;
- disponibilité : le fonctionnaire, temporairement, n'occupe pas d'emploi dans son administration d'origine, n'est pas rémunéré, n'accumule pas de droit à pension (retraite) ni d'avancement ; c'est notamment le cas des disponibilités pour convenances personnelles (éducation des enfants, etc.) ou de non affectation temporaire (ancienne[Depuis quand ?] position « hors cadre ») ;
- congé parental (auquel est assimilé le « congé de présence parentale »).

#### Formation continue
Le droit à la « formation professionnelle tout au long de la vie » est reconnu aux fonctionnaires. Il peut prendre différentes formes comme le compte personnel de formation, la préparation aux concours et examens professionnels, des sessions de formations dans les écoles de la fonction publique ou le congé de formation professionnelle.

#### Évaluation
La règle générale est qu'un fonctionnaire est évalué par sa hiérarchie. Cette évaluation peut influer sur son éventuelle promotion.
La modalité historique d'évaluation prévue par le statut général de la fonction publique depuis 1946 était, sauf exception, la notation hiérarchique annuelle, complétée éventuellement d'une appréciation littérale.
À partir de 2007, la notation est progressivement remplacée par le principe d’un entretien d'évaluation annuel donnant lieu à compte rendu constitué principalement d'appréciations littérales. Cette évolution a d'abord été mise en place, dès 2007, à titre expérimental, dans une partie de la fonction publique de l'État et de la fonction publique hospitalière. Une même expérimentation est ensuite introduite dans la fonction publique territoriale par la loi du 3 août 2009. Dans la fonction publique de l'État, la nouvelle formule d'évaluation est prolongée à titre expérimental jusqu'en 2011, avant de devenir le principe. L'expérimentation se poursuit dans la fonction publique territoriale jusqu'en 2013 et dans la fonction publique hospitalière jusqu'en 2014. La loi de transformation de la fonction publique, en 2019, fait de l'entretien et de son compte rendu officiel le mode d'évaluation de droit commun.
L’article L.521-2 du Code général de la fonction publique prévoit que peuvent exister des modalités différentes d'évaluation de la valeur professionnelle. Avant même ces évolutions, pour certains corps, notamment ceux des enseignants-chercheurs du supérieur, et des chercheurs des établissements publics à caractère scientifique et technologique, la technicité des travaux des fonctionnaires concernés, ainsi que l'impératif de préserver leur indépendance vis-à-vis du pouvoir politique, ont conduit à prévoir leur évaluation par des instances spécifiques (dans ce cas, par des instances scientifiques et universitaires).
Les fonctionnaires de certains corps, notamment les personnels enseignants des enseignements primaire et secondaire continuent de faire l'objet de notation et d'inspection comme auparavant. Depuis 2017, il a été institué pour eux un « rendez-vous de carrière ».

#### Avancement et promotion
Il existe trois formes d'évolution professionnelle : l'avancement d'échelon, la promotion de grade ou de classe, le passage à un autre corps ou cadre d'emploi de niveau supérieur.
L'avancement d'échelon se fait principalement à l'ancienneté. Dans certains corps ou cadres d'emplois peu nombreux, l'ancienneté requise peut être modulée en fonction de l'évaluation portée par la hiérarchie. Ces modulations comprennent : des majorations ou réductions de durée moyenne d'échelon, voire des contingents de promotion (grand choix, choix, ancienneté dans les corps enseignants).
L'avancement de classe ou de grade se fait au choix, c'est-à-dire en fonction de l'appréciation hiérarchique. Le fonctionnaire doit remplir certaines conditions : avoir atteint un échelon déterminé, éventuellement y être resté un temps déterminé, avoir suivi une formation et éventuellement avoir passé un examen. L'avancement de grade s'effectue par inscription sur une liste d'aptitude, examen de sélection professionnelle ou par concours professionnel.
Pour les professeurs de l'enseignement scolaire, deux catégories de personnels peuvent accéder à la classe exceptionnelle :
- celles et ceux qui ont occupé des responsabilités au cours de leur carrière, ou qui ont été formateur (à condition de l'avoir été depuis plus de 8 ans et de posséder le CAFFA). Ces personnes doivent présenter leur candidature ;
- celles et ceux qui ont atteint le dernier échelon de la hors classe. Leur candidature est automatique.

Un rendez-vous de carrière est organisé. Le dossier I-Prof est étudié, l'administration statue, puis les résultats sont publiés. La classe exceptionnelle permet de reprendre la progression de la rémunération au-delà de la hors classe, voire d'accéder aux « chevrons » du hors échelle. Cependant certains syndicats ont discuté les conditions d'attribution de la classe exceptionnelle.
Enfin, il est possible de passer dans un corps ou cadre d'emploi supérieur en passant un concours interne, ou plus exceptionnellement, par promotion au choix. Ce type de promotion est souvent réservé aux fonctionnaires qui, outre des conditions d'échelon atteint et de temps passé dans cet échelon, ont atteint un âge déterminé et/ou une ancienneté globale dans la fonction publique.

### Sortie de la fonction publique
La carrière d'un fonctionnaire s'achève par sa « radiation des cadres » (couramment et familièrement nommé révocation). Elle peut intervenir à la suite :
- d'un départ à la retraite prononcé à la demande de l'agent ou d'office lorsque l'état de santé de l'agent ne lui permet plus de travailler :
  - soit à la demande du fonctionnaire lorsqu'il a accompli le minimum de service requis ou, dans certains cas, s'il ne peut plus travailler,
  - soit d'office lorsque le fonctionnaire a atteint la limite d'âge,
  - soit par anticipation pour motifs disciplinaires ;
- d'une démission ;
- d'un licenciement pour abandon de poste ou pour insuffisance professionnelle, ou une révocation pour faute grave ; cette dernière décision est prise après avis d'un conseil de discipline, devant lequel un fonctionnaire peut être traduit en cas de faute ;
- dans certains cas, d'une rupture conventionnelle ;
- du décès du fonctionnaire.

Le projet de loi sur la mobilité et les parcours professionnels dans la fonction publique engagé en 2008 prévoyait qu'un fonctionnaire puisse être licencié après avoir refusé trois propositions d'emploi lorsqu’il serait placé en réorientation professionnelle. La loi adoptée ne prévoit finalement plus en pareil cas le licenciement : le fonctionnaire est mis à la retraite s'il peut bénéficier d'une pension à taux plein ; sinon il est placé d'office en disponibilité (il n'est plus rémunéré, mais n'a pas quitté la fonction publique et peut être réintégré dans un corps à tout moment),.

## Droits et garanties du fonctionnaire
La loi du 20 avril 2016 relative à la déontologie et aux droits et obligations des fonctionnaires, inscrit dans le statut général des fonctionnaires, les obligations de dignité, d’impartialité, d’intégrité, de probité, de neutralité et le respect de la laïcité. Elle prévoit également la désignation de référents déontologues et de référents laïcité dans la fonction publique.

### Droits professionnels
Les règles du droit du travail ne s'appliquent pas aux agents titulaires et contractuels de droit public. Ils n'ont pas de contrat de travail et ne bénéficient pas de la protection de l'inspection du travail et n'ont pas de recours possible auprès des Conseils des prud'hommes. Ils ne cotisent pas à l'assurance chômage (ASSEDIC) et n'ont pas d'indemnités[réf. nécessaire], alors même que leur licenciement reste possible.

#### Droits à rémunération
Le fonctionnaire perçoit un traitement (et non un salaire) qui sera en fonction de son échelon, de son grade et de la catégorie auxquels il appartient, à l'intérieur d'une grille indiciaire, appelée indice de traitement. À cette rémunération de base vont s'ajouter des suppléments et des indemnités qui sont différentes selon le fonctionnaire (voir plus haut).
Le fonctionnaire bénéficie de son traitement une fois le service fait, c'est-à-dire en fin de mois. En cas de grève, le fonctionnaire ne perçoit pas son traitement. Dans la fonction publique de l'État est appliquée la règle du « trentième indivisible », ce qui fait qu'une grève de quelques heures seulement entraîne la suppression du traitement correspondant à la journée entière. Cette règle n'est pas appliquée partout dans la fonction publique territoriale et hospitalière.

#### Droits aux congés
Les fonctionnaires ont droit aux congés annuels, jour de réduction du temps de travail s'ils effectuent plus de 35 heures et aux congés nécessités par certaines situations (maladie, maternité, formation professionnelle, validation des acquis, bilan de compétences, formation syndicale, etc.).

#### Droits aux pensions civiles et militaires
Le fonctionnaire de l'État admis à la retraite a droit à une pension civile (voir ci-après) s'il justifie soit de deux années de services publics soit d'une infirmité. Les fonctionnaires territoriaux et hospitaliers touchent une retraite servie par la CNRACL.

#### Droits à la protection fonctionnelle
Le fonctionnaire public bénéficie d'un droit à être protégé, lors de sa mission, par sa hiérarchie.
Son autorité hiérarchique lui vaut intégrité physique et morale lors de ses diverses missions. Seule l'administration est juridiquement responsable en cas de procédure et non le fonctionnaire.
Un agent, mis en cause pénalement ou civilement pour des actes liés à sa mission ou victime de menaces, violences, voies de fait, injures, diffamations ou outrages liées à sa mission, bénéficie d'une protection juridique par son administration. Étant liée à sa fonction, cette protection est dite « fonctionnelle ». Cette protection fonctionnelle est étendue à la famille de l'agent, lorsque les membres de celle-ci sont eux-mêmes victimes d’atteintes volontaires à leur intégrité du fait des fonctions de l’agent public.

#### Droit à la carrière
Les fonctionnaires doivent pouvoir progresser en échelon et en grade tout au long de leur vie professionnelle.
En cas de suppression d’emploi dans la fonction publique d’État, les agents concernés ont une priorité d’affectation ou de détachement.

#### Droit à la double carrière
Pour les agents en détachement, le principe de la double carrière existe. En pratique, lors des renouvellements de détachement, des intégrations, le principe est de choisir la situation qui profite le plus à l'agent.
Le détachement est la position administrative d’un fonctionnaire placé hors de son corps d’origine pour exercer des fonctions dans une autre administration, mais celui-ci continue à bénéficier dans son corps d’origine de ses droits à l’avancement et à la retraite. On parle alors de double carrière. L’article 5 de la loi no 2009-972 du 3 août 2009 relative à la mobilité et aux parcours professionnels dans la fonction publique a cependant aménagé le principe de la double carrière propre à la position de détachement. Aussi, une promotion obtenue au cours de la période de détachement pourra être prise en compte lors du retour dans l’administration d’origine. Inversement, l’administration d’accueil pourra reconnaître une promotion obtenue dans le corps ou cadre d’emploi d’origine de l’agent. Ainsi, le « principe du plus favorable » s’appliquera au moment de sa réintégration dans son corps ou cadre d’emploi d’origine, du renouvellement de son détachement ou de son intégration dans le corps ou cadre d’emploi de détachement, l’agent sera reclassé au grade ou à l’échelon qui lui est le plus favorable.
Un fonctionnaire qui, l'année du détachement, est à l'indice (majoré) 577 (durée de l'échelon = 2 ans, échelons suivants tous les 2 ans à 619 et 654) avec une ancienneté de 10 mois, et qui est détaché en tant qu'attaché principal pour une période de 2 ans :
- il est détaché à l'indice majoré 590 (durée de l'échelon = 2 ans, échelons suivants 626 de 2 ans, 673 de 2,5 ans) avec une ancienneté de 10 mois conservée ;
- au bout d'un an et deux mois, il passe à l'indice 626 de son grade de détachement (mais pas encore dans le corps et grade d'origine) ;
- après deux ans, au moment du renouvellement du détachement, il faut prendre l'indice immédiatement supérieur dans le corps d'origine, soit 654 dans le corps d'origine (sans ancienneté et pas avec dix mois d'ancienneté) ;
- du même coup, l'indice de détachement sans ancienneté conservée sera de 673.

#### Égalité femme - homme
L'administration est encouragée à réduire les inégalités femmes/hommes, sur la base de feuilles de route des ministères relatives à l’égalité professionnelle, avec depuis peu l'appui de « hauts-fonctionnaires à l’égalité ». La politique d'égalité entre les hommes et les femmes dans la fonction publique prend une place de plus en plus importante dans la sphère publique, ce qui entraîne des modifications du statut des fonctionnaires. Cela se voit notamment à travers l'application des mesures du protocole d’accord relatif à l’égalité professionnelle entre les femmes et les hommes du 8 mars 2013.
La loi de 2016 encourage la représentativité équilibrée femmes-hommes aux élections professionnelles, dans les conseils supérieurs des trois fonctions publiques, le conseil commun de la fonction publique et la parité dans la commission de déontologie de la fonction publique, dont les missions sont reprises en 2020 par la Haute Autorité pour la transparence de la vie publique.

### Droits et libertés fondamentales du fonctionnaire

#### Liberté de conscience et d'opinion
Conformément au Préambule de 1946, le fonctionnaire dispose du droit à ne pas être lésé dans son emploi en raison de ses croyances et de ses opinions. Le fonctionnaire civil a notamment le droit d'appartenir à un parti politique (CE, 1954, Guille : l'appartenance d'un fonctionnaire au parti communiste ne saurait être constitutive d'une faute disciplinaire), à une association culturelle etc. L'administration ne saurait refuser l'autorisation de concourir à un emploi de fonctionnaire civil en raison de ses opinions politiques (CE, 1954, Barel) et ne doit pas rassembler dans le dossier du fonctionnaire des éléments sur ses opinions (CE, 1962, Chéreul). Aucune distinction, directe ou indirecte, ne peut être faite entre les fonctionnaires en raison de leurs opinions politiques, syndicales, philosophiques ou religieuses, de leur origine, de leur orientation sexuelle, de leur âge, de leur patronyme, de leur état de santé, de leur apparence physique, de leur handicap ou de leur appartenance ou de leur non-appartenance, vraie ou supposée, à une ethnie ou une race (article L.131-1 du code général de la fonction publique).

#### Liberté de groupement et droit syndical
Le droit syndical est garanti aux fonctionnaires. Les fonctionnaires civils peuvent librement créer des organisations syndicales, y adhérer et y exercer des mandats.

#### Droit à la participation
En conformité avec le préambule de la Constitution du 27 octobre 1946 qui prévoit la participation des travailleurs à la détermination de leurs conditions de travail et à la gestion des organismes où ils travaillent, il existe des organes où siègent des représentants des fonctionnaires (article L.112-1 du code général de la fonction publique).
Ces organes ont évolué plusieurs fois depuis la Libération et notamment au début du XXIe siècle : ainsi, les accords de Bercy sur le dialogue social dans la fonction publique signés en 2008 et mis en œuvre, entre 2010 et 2014, par la loi no 2010-751 du 5 juillet 2010, visent notamment à supprimer le caractère strictement paritaire des organes qui l'étaient, à généraliser les comités d'hygiène, de sécurité et des conditions de travail (CHSCT) aux deux autres fonctions publiques, et à changer le mode de désignation des représentants du personnel. Ces CHSCT ont à leur tour été supprimés par la loi no 2019-828 du 6 août 2019 de transformation de la fonction publique, réforme entrée en application le 1er janvier 2023.
Il existe un conseil commun de la fonction publique, des conseils supérieurs pour chaque secteur de la fonction publique et des instances de dialogue pour chaque administration, selon le tableau suivant.
| Volet de la fonction publique                                                    | Instance de dialogue au niveau central                                           | Instance de dialogue au niveau de chaque administration |
| -------------------------------------------------------------------------------- | -------------------------------------------------------------------------------- | ------------------------------------------------------- |
| Fonction publique d'État                                                         | Conseil supérieur de la fonction publique de l'État                              | Comité social d'administration                          |
| Fonction publique territoriale (hors Paris)                                      | Conseil supérieur de la fonction publique territoriale                           | Comité social territorial                               |
| Fonction publique de la Ville de Paris                                           | Conseil supérieur des administrations parisiennes                                | Comité social territorial                               |
| Fonction publique hospitalière                                                   | Conseil supérieur de la fonction publique hospitalière                           | Comité social d'établissement                           |
| Fonction publique de la Nouvelle-Calédonie                                       | Comité supérieur de la fonction publique territoriale de la Nouvelle-Calédonie   | Comité technique paritaire                              |
| Fonction publique de la COM Polynésie française                                  | Conseil supérieur de la fonction publique de la Polynésie française              | Comité technique paritaire                              |
| Fonction publique des communes de la Polynésie française et de leurs groupements | Conseil supérieur de la fonction publique des communes de la Polynésie française | Comité technique paritaire                              |

Il existe aussi des commissions administratives paritaires pour l'examen de questions individuelles.
Progressivement, les accords passés entre employeurs publics et représentants des personnels fonctionnaires ont davantage d'autorité, ce qui conduit à parler de « contractualisation » des rapports collectifs. Favorisée par les accords de Bercy puis par la loi de 2010, cette tendance est consacrée par une ordonnance du 17 février 2021 qui accroît les possibilités d'accords professionnels pouvant, dans certains cas, avoir force obligatoire pour l'administration.
Les fonctionnaires bénéficient également de l'action sociale, qui est gérée par des organes, souvent constitués sous forme associative, où les fonctionnaires sont représentés.

#### Droit de grève
Les fonctionnaires ont pour la plupart le droit de grève (article L.114-1 du code général de la fonction publique). Toutefois, un mouvement de grève doit être précédé d'un préavis de cinq jours au moins ; en outre, dans certains services, chaque agent doit déclarer en avance son intention de faire grève.
Le droit de grève est accordé avec des réserves, à l'image du service minimum instauré par la loi du 21 août 2007 sur la continuité du service public dans les transports en commun, ou encore, comme les fonctionnaires des services actifs de la police nationale ou de l'administration pénitentiaire, qui n'ont pas le droit de grève.
Le droit de grève est incompatible avec le métier de fonctionnaire de police.

#### Protection des lanceurs d'alertes
Avec la loi de 2016, les agents publics « lanceur d'alerte » qui signalent, de bonne foi, l’existence d’un conflit d’intérêts sont protégés. En outre, c’est à l’auteur de la mesure contestée de prouver l’absence de conflit d’intérêts et non à l’agent lanceur d’alerte.

## Obligations du fonctionnaire

### Différentes obligations
Les fonctionnaires sont soumis à des obligations éthiques dans et hors l'exercice de leurs fonctions.

#### Obligation de se consacrer à sa fonction
Cette règle qui interdit en principe le cumul d'un emploi public et d'une autre activité (publique ou privée) apparaît d'abord dans la jurisprudence (CE, 1936, Caroillion : il appartient « à l'administration de veiller à ce que les fonctionnaires s'acquittent correctement et intégralement de leurs fonctions et notamment ne se livrent pas à des opérations commerciales »). Elle est confirmée dans le décret-loi du 29 octobre 1936, interdisant le cumul des fonctions, des rémunérations, des pensions, édicté par le gouvernement de Léon Blum, aussi bien pour « prévenir le risque de non-dévouement exclusif au service » selon la formule de Chapus, que dans le contexte de la crise des années 1930, pour réduire le nombre de demandeurs d'emplois.
Depuis la loi de 2016, les cumuls d’activités sont plus encadrés. Le principe de non-cumul figure désormais à l'article L.121-3 du Code général de la fonction publique : l'agent public (qu'il soit titularisé ou non) doit consacrer l'intégralité de son activité professionnelle aux tâches qui lui ont été confiées par une collectivité publique. La loi institue toutefois plusieurs dérogations dont le champ d'application est précisé par le décret no 2017-105 du 27 janvier 2017.
Certaines activités peuvent être exercées dans le cadre d'une autorisation donnée par l'autorité hiérarchique dont relève un agent public :
- il peut être autorisé à accomplir un service à temps partiel pour créer ou reprendre une entreprise et exercer, à ce titre, une activité privée lucrative ; ce temps partiel est accordé à l’agent sous réserve des nécessités du service et après autorisation de la Haute Autorité pour la transparence de la vie publique ;
- il peut être autorisé à exercer, à titre accessoire et en dehors des heures de service, une activité lucrative auprès d'une personne ou d'un organisme public ou privé dès lors que cette activité est compatible avec les fonctions qui lui sont confiées et n'affecte pas leur exercice.

D'autres activités peuvent être exercées librement sans autorisation préalable :
- la production d'œuvres scientifiques, littéraires et artistiques ;
- l'exercice par les personnels des corps enseignants, techniques et scientifiques de la profession libérale qui découle de la nature de leurs fonctions ;
- l'exercice d'une activité bénévole au profit de personnes publiques ou privées sans but lucratif.

#### Obligation de désintéressement
L'obligation de désintéressement figurait déjà dans l'ordonnance de 1302 de Philippe le Bel et figure aujourd'hui également à l'article 25 de la loi du 13 juillet 1983 : leur est interdit « La prise, par eux-mêmes ou par personnes interposées, dans une entreprise soumise au contrôle de l'administration à laquelle ils appartiennent ou en relation avec cette dernière, d'intérêts de nature à compromettre leur indépendance.», ce qui correspond à la prise illégale d'intérêt des articles 432-12 et 432-13 du Code pénal. L'arrêt CE, 1996, Sté Lambda étend l'obligation à toutes les positions statutaires de la fonction publique, l'obligation de désintéressement étant auparavant mal respectée dans la Haute fonction publique, annulant un décret présidentiel nommant un inspecteur des finances en détachement au poste de sous-gouverneur du Crédit foncier de France.
La loi de 2016 introduit dans le statut général des fonctionnaires la notion de conflits d’intérêts et les obligations du fonctionnaire confronté à une telle situation. Certains hauts fonctionnaires doivent remplir une déclaration de leurs intérêts avant leur nomination et une déclaration patrimoniale. Il revient à la Haute Autorité pour la transparence de la vie publique d’examiner ces déclarations. Le départ définitif ou temporaire d’agents publics vers le secteur privé dit « pantouflage » doit obligatoirement faire l'objet d'un contrôle par la Haute Autorité pour la transparence de la vie publique. Les indemnités de départ du type « parachute doré » pour un fonctionnaire sont interdites.

#### Devoirs d'obéissance et de désobéissance
L'article L.121-10 du code général de la fonction publique consacre un devoir d'obéissance : « L'agent public doit se conformer aux instructions de son supérieur hiérarchique, sauf dans le cas où l'ordre donné est manifestement illégal et de nature à compromettre gravement un intérêt public ». Le devoir d'obéissance ne suppose donc pas un suivisme aveugle, et le statut général des militaires français comporte également l'exception au devoir d'obéissance lorsque l'ordre est manifestement illégal ou contraire aux coutumes de la guerre et aux conventions internationales.
L'arrêt du Conseil d'État du 10 novembre 1944, Langneur, précise l'étendue de ce "devoir de désobéissance", en indiquant que les deux conditions (ordre manifestement illégal et de nature à compromettre gravement un intérêt public) doivent être remplies chacune pour que le fonctionnaire soit dans l'obligation de désobéir (cas d'un employé municipal qui avait été licencié à la suite de son refus opposé au maire d'inscrire sur la liste des demandeurs d'emplois à aider des personnes qui ne pouvaient y prétendre[pas clair]).
Une seconde limite est posée par le droit de retrait des fonctionnaires (confirmé par un décret du 9 mai 1995) lorsqu'un ordre les mettrait dans une situation dangereuse, droit qui est logiquement refusé aux fonctionnaires remplissant une mission par nature dangereuse (policiers, pompiers, militaires…).

#### Obligation de loyauté
Les juridictions internes (CE, 1935, Defrance : sanction d'une fonctionnaire de la Défense qui avait clamé que « le drapeau rouge abattra l'ignoble drapeau tricolore ») et la CEDH, (CEDH, 1995, Vogt c/ Allemagne) confirment un principe non contenu par les textes français voulant que le fonctionnaire puisse être révoqué dès lors qu'il ferait preuve par sa parole et ses actions de déloyauté envers les institutions démocratiques et républicaines. CE, 1957, Bousquet introduit même une présomption de déloyauté à l'encontre d'un ancien secrétaire général de la police de Vichy.

#### Obligation de réserve
Il s'agit d'une invention prétorienne (CE, 1935, Bouzanquet) encadrant la liberté d'expression des fonctionnaires en dehors du service : elle exige une retenue plus ou moins absolue selon la fonction exercée, dans l'expression d'opinion au sujet de l'administration. Ainsi, avait manqué au devoir de réserve, une chargée de mission auprès du préfet de Belfort qui avait dénoncé vertement la suppression du ministère des Droits de la femme.
L'obligation tend à être intense pour les emplois fonctionnels dans la fonction publique territoriale et les emplois à discrétion du gouvernement (comme les préfets) ainsi que les fonctionnaires « en uniforme ». Elle est beaucoup plus lâche pour les représentants syndicaux (CE, 1956, Bodaert).

#### Obligation de neutralité
Ce principe de valeur constitutionnelle (corollaire du principe d'égalité) impose une restriction de la liberté d'expression d'opinion politique ou religieuse des fonctionnaires afin de préserver la neutralité du service public.

#### Obligation de discrétion professionnelle
Les articles L.121-6 et L.121-7 du code général de la fonction publique posent d'autres limites à la liberté d'expression : « L'agent public est tenu au secret professionnel dans le respect des articles 226-13 et 226-14 du Code pénal.
L'agent public doit faire preuve de discrétion professionnelle pour tous les faits, informations ou documents dont ils ont connaissance dans l'exercice ou à l'occasion de l'exercice de leurs fonctions »
Cette obligation de discrétion ne peut être levée que sur ordre du supérieur hiérarchique.

### Sanction du non-respect des obligations
En cas de non-respect de ces obligations, le fonctionnaire s'expose à des sanctions disciplinaires, délivrées de plein droit par l'autorité investie du pouvoir de nomination. Cette autorité apprécie discrétionnairement la réalité des faits et s'ils sont de nature à justifier une sanction. Le juge de l'excès de pouvoir peut être amené à contrôler cette sanction : il s'agit d'un contrôle de légalité restreint.

#### Sanctions disciplinaires
Les sanctions disciplinaires affectent le déroulement de la carrière d'un fonctionnaire et à la différence des fautes disciplinaires qui ne sont pas définies par les textes, sont établies le statut général en quatre groupes :
- 1er groupe : l'avertissement, le blâme et l'exclusion de moins de trois jours. Ces sanctions sont effacées du dossier administratif de l'agent si durant une période de trois ans aucune nouvelle sanction n'est apparue ;
- 2e groupe : la radiation du tableau d'avancement ; la baisse d'échelon ; l'exclusion temporaire pour une durée maximale de 15 jours ; le déplacement d'office ;
- 3e groupe : la rétrogradation et l'exclusion temporaire pour une durée de 16 jours à 2 ans ;
- 4e groupe : la mise à la retraite d'office et la révocation.

#### Procédure de sanction disciplinaire
Le déclenchement est à la discrétion de l'administration dont relève l'agent fautif et les sanctions peuvent être prises par elle-même, par une autorité supérieure ou par une juridiction disciplinaire.
Une mesure de suspension administrative peut être prise à l'encontre de l'agent fautif pour une durée maximale de quatre mois afin de l'écarter du service dans l'attente du prononcé de la sanction.
Des garanties rapprochent la procédure disciplinaire de la procédure juridictionnelle :
- le principe du contradictoire : selon le statut, le fonctionnaire a droit à la communication de son dossier avant toute mesure disciplinaire, mais aussi toute mesure non disciplinaire prise en considération de sa personne. Par ailleurs un conseil de discipline doit être saisi avant tout prononcé d'une sanction relevant au moins du second groupe, conseil auquel participent les membres de la commission administrative paritaire dont relève le fonctionnaire et qui rend un avis motivé à l'autorité rendant la sanction ;
- la sanction doit être motivée.

Sont soumis à des règles spécifiques de sanctions et de procédure disciplinaire :
- les enseignants-chercheurs ;
- les magistrats de l'ordre administratif.

La loi no 2019-628 du 6 août 2019 de transformation de la fonction publique a supprimé la possibilité de réexamen des sanctions devant le Conseil supérieur de la fonction publique de l'État ou de la fonction publique hospitalière siégeant comme organe supérieur de recours ou, pour la fonction publique territoriale, devant une commission de recours.

## Nombre d'agents
Fin 2014, la fonction publique emploie 5,45 millions d'agents, fonctionnaires, contractuels et autres catégories hors bénéficiaires de contrats aidés.
Le tableau ci-dessous souligne l'évolution des effectifs de la fonction publique française de 1996 à 2020.
| Catégorie                                               | Effectifs physiques au 31 décembre 1996 | Effectifs physiques au 31 décembre 2005 | Effectifs physiques au 31 décembre 2014 | Équivalents temps plein au 31 décembre 2020 | Effectifs physiques au 31 décembre 2020 |
| ------------------------------------------------------- | --------------------------------------- | --------------------------------------- | --------------------------------------- | ------------------------------------------- | --------------------------------------- |
| Fonction publique de l’État                             | 2 491 556                               | 2 658 882                               | 2 392 579                               | 2 381 900                                   | 2 524 500                               |
| Ministères                                              | 2 331 746                               | 2 422 832                               | 1 911 702                               |                                             |                                         |
| Établissements publics à caractère administratif        | 159 810                                 | 236 049                                 | 480 877                                 |                                             |                                         |
| Fonction publique territoriale                          | 1 222 241                               | 1 562 801                               | 1 894 655                               | 1 827 800                                   | 1 960 300                               |
| Collectivités territoriales                             | 1 008 943                               | 1 194 195                               | 1 411 608                               |                                             |                                         |
| Établissements publics à caractère administratif locaux | 213 298                                 | 368 606                                 | 483 047                                 |                                             |                                         |
| Fonction publique hospitalière                          | 885 296                                 | 1 052 285                               | 1 161 087                               | 1 120 200                                   | 1 210 800                               |
| Total effectif                                          | 4 599 093                               | 5 273 968                               | 5 448 321                               | 5 329 900                                   | 5 695 700                               |
| Nombre d'agents pour mille habitants                    | 76,7                                    | 82,4                                    | 82,2                                    | 78,8                                        | 84,2                                    |

Effectifs physiques des trois versants de la fonction publique.

Durant la présidence de Nicolas Sarkozy, une réforme de la fonction publique avait été engagée, conduisant notamment à la publication d'un premier « livre blanc » en avril 2008.
Outre la politique de réduction d'effectifs, qui a principalement touché la fonction publique d’État (réduction du nombre de fonctionnaires dans les ministères), cette volonté se traduit par des changements touchant le dialogue social, à travers les accords de Bercy, ou encore par une réforme assez profonde de la catégorie B des trois fonctions publiques.
Les politiques de réduction du déficit public engagées par l’État dans le cadre du Pacte de stabilité et de croissance motivent une réduction des dépenses publiques dans le cadre des réformes poursuivies par François Hollande, sur le thème de la Modernisation de l'action publique. Cette notion a succédé à la Révision générale des politiques publiques menée de 2007 à 2012 sous Nicolas Sarkozy.

### Éléments de comparaison européenne
Les effectifs de la fonction publique française ont varié avec le temps, dans le sens d'un accroissement depuis la fin de la Seconde guerre mondiale. En 2011, la France est le pays d'Europe comptant le plus d'agents de la fonction publique en valeur absolue ; en proportion relative à la population, elle est le 7e pays européen avec 80,03 fonctionnaires pour 1 000 habitants en 2011. Elle figure également parmi les pays de l'OCDE qui emploient le plus de fonctionnaires.
En 2013, la France se situe au 6e rang mondial (5e rang européen) pour la part de l'emploi public dans l'emploi total. En 2014, la France compte 90 fonctionnaires pour 1 000 habitants contre seulement 50 pour 1000 en Allemagne. Ainsi, l'Allemagne, avec une population plus importante, n'arrive qu'en seconde position avec 4,364 millions d'agents.
Alors que les effectifs de la fonction publique ont diminué dans beaucoup de pays européens, grâce notamment aux gains de productivité liés à l'informatique, les effectifs en France ont augmenté. Les contours de la fonction publique sont cependant très différents d'un pays à l'autre. Il faut par exemple prendre en compte en France les nombreux effectifs de la fonction publique hospitalière, qui ne sont souvent pas comptabilisés comme fonctionnaires dans les autres États membres et dont la productivité bénéficie peu des nouvelles technologies. Entre 2012 et 2015, le nombre de fonctionnaires en France augmente de 140 000.

### Effectifs par versant de la fonction publique et évolution de 2017 à 2018

#### Fonction publique d'État
En chiffres arrondis, l’État avait à son service 2,6 millions agents, dont 1,8 million de fonctionnaires titulaires, 160 000 non-titulaires, 50 000 ouvriers d’État et 340 000 militaires et volontaires militaires. Au sein de cet ensemble, les effectifs les plus importants concernent l’Éducation nationale (plus de 50 % des effectifs aujourd’hui). D’autres administrations disposent d’un nombre d’agents bien inférieur (ex : les ministères des Affaires étrangères avec environ 18 000 agents, de la Culture avec 13 000 agents ou des Outre-mer avec 2 500 personnes). 
À ces agents, il faut ajouter les effectifs des établissements publics administratifs (EPA) relevant de l’État (ex : Pôle Emploi, BNF, ENA…) qui comptent environ 250 000 agents. Ainsi, l’État et les EPA qui en relèvent employaient en 2011 près de 2,46 millions d’agents dans la fonction publique d’État (FPE), dont près de 15 % sont des non-titulaires. À cela, on pourrait également ajouter, hors fonction publique proprement dite, les effectifs des organismes ou établissements publics industriel et commercial (EPIC) exerçant des missions de service public pour le compte de l’État. Ainsi, France Telecom, qui est aujourd’hui une entreprise privée, mais dont nombre de collaborateurs continuent de bénéficier du statut de la fonction publique d’État, comptait en son sein quelque 100 000 fonctionnaires.
Pour en savoir plus, un détail des effectifs - par ministère - de la Fonction publique d'État est donné dans l'article suivant : Répartition des fonctionnaires de l’État en France

#### Fonction publique hospitalière
La fonction publique hospitalière (FPH), régie par la loi du 9 janvier 1986, employait 1,14 million de personnes en 2011, dont près de 15 % de non-titulaires.

#### Fonction publique territoriale
La fonction publique territoriale (FPT), elle comptait à la même époque 1,8 million de personnes, dont 20 % de non-titulaires.

## Politique de réduction des effectifs
Les traitements et retraites des fonctionnaires représentent 43 % des dépenses de l'État français. La réduction du nombre de fonctionnaires était un axe essentiel de la politique de l'ancien président Nicolas Sarkozy pour réduire les dépenses publiques, avec pour objectif de revenir « au même nombre de fonctionnaires qu'en 1992 », quand François Mitterrand était président.

### 2007-2012
Le gouvernement Fillon s'est fixé depuis 2007 la règle du non-remplacement d'un fonctionnaire d’État sur deux partant à la retraite. Cette règle est inscrite dans la révision générale des politiques publiques (RGPP). Si l'Enseignement supérieur et la Justice devaient être relativement épargnés, plus de 50 % des fonctionnaires quittant les ministères des Finances, de la Défense, du Développement durable ou encore des Affaires étrangères ne devraient pas être remplacés.
Grâce à cette règle, le gouvernement table, en 2012, sur une économie brute de 970 millions d'euros sur un budget total de 117,8 milliards d'euros pour la fonction publique d'État. Le gouvernement Fillon a ainsi supprimé près de 150 000 postes sur la période 2007-2012. L'éducation nationale a ainsi perdu 52 000 agents entre 2007 et 2011.
Dans son Livre noir de la révision générale des politiques publiques, diffusé début septembre 2011, le syndicat Force ouvrière évalue à 500 000 le nombre d'emplois publics détruits entre 2007 et 2013 (en ajoutant, au non-remplacement des agents retraités, les postes vacants non pourvus et les effets des fusions de directions entre ministères). Le candidat Nicolas Sarkozy s'était engagé, en 2007, à reverser 50 % des économies réalisées aux agents, sous forme de revalorisation salariale. Mais la Cour des comptes et Gilles Carrez, rapporteur général (UMP) de la commission des finances de l'Assemblée nationale, ont calculé que les fonctionnaires ont récupéré via des primes et autres améliorations salariales, plus de la moitié des économies réalisées.
Le budget 2006 prévoyait 5 000 suppressions de postes de fonctionnaires. Le budget 2007 prévoit de son côté 15 000 suppressions nettes d'emplois dans la fonction publique de l'État, soit environ 0,75 % des effectifs ayant le statut de fonctionnaire ou 0,3 % de la fonction publique). Il s'agit du solde de 4 000 créations de postes dans les secteurs prioritaires (recherche, gendarmerie, police, magistrature) et 19 000 suppressions.
Au 31 décembre 2008, la France comptait 5,3 millions de fonctionnaires. Les effectifs de l'État ont augmenté de 1,4 % depuis 1998, mais ceux des collectivités territoriales ont cru de 40 %. Pour la première fois depuis 1980, les effectifs des trois fonctions publiques (État, territoriale et hospitalière) ont stagné en France en 2008, en augmentant de seulement 1 800 postes.
En budget 2008, le gouvernement Fillon a supprimé 28 000 postes de fonctionnaires (équivalents temps pleins, ETP), contre près de 23 000 initialement programmés. Cette diminution a dû générer 500 millions d'euros d'économies, économies minorées par les primes versées aux agents.
Selon le budget 2009, 68 500 fonctionnaires partiront à la retraite et un départ sur deux ne sera pas remplacé. Le nombre de postes supprimés devrait être de 30 627, ce qui devrait générer une économie nette de 478 millions d'euros. Le taux de non-remplacement des fonctionnaires devrait ainsi continuer d'augmenter : il était de 33 % en 2008 et de 44 % en 2009. En effet, 90 % des départs à la retraite ont été concentrés sur quatre ministères : enseignement scolaire (57 %), défense (17 %), intérieur (8 %) et finances (7 %). La moitié de ces suppressions, soit 17 000 postes, a été trouvée dans l'Éducation nationale.
Fin 2008, les trois fonctions publiques (État, territoriale et hospitalière) employaient 5,277 millions de personnes, une progression de seulement 0,03 % sur 2007, contre une moyenne de 1,3 % par an entre 1998 et 2008. Cette stabilisation est liée à la suppression de 77 500 postes dans la fonction publique de l'État en 2008, qui s'ajoutent aux 61 000 déjà réalisées en 2007, mais aussi d'un ralentissement des créations d'emploi dans les collectivités locales, à 69 000 en 2008 contre 86 000 en 2007. Selon le secrétaire d'État à la Fonction publique Georges Tron, les collectivités territoriales ont créé 340 000 emplois entre 1997 et 2007, « hors transferts de compétences ».
Ainsi, l'État français employait fin 2008 2,4 millions de fonctionnaires d'État, dont 69,5 % de titulaires et 14,1 % de militaires. Ce nombre est inférieur de 1,4 % à celui de 1998, soit une diminution de 35 000 agents en 10 ans (1998-2008). L'État a supprimé 77 000 postes (-3,1 %) en 2009, notamment grâce au non-remplacement d'un fonctionnaire sur deux partant à la retraite et à la poursuite du transfert de compétences aux collectivités locales. Les effectifs ont baissé en 2008 dans tous les ministères, à l'exception de la Justice et des services du premier ministre. Les ministères de l'Éducation et de l'Écologie ont connu des réductions de 43 000 et de 23 000 agents, respectivement. Environ un fonctionnaire d'État sur deux travaille aujourd'hui dans l'Enseignement, un sur cinq à la Défense et un sur onze à l'Intérieur.
Le gouvernement a annoncé un objectif de 34 000 suppressions de postes pour 2010. Après 30 ans de hausse depuis 1980, les effectifs de la fonction publique se sont stabilisés en 2008. Cependant, le non-remplacement d'un fonctionnaire d'État sur deux partant à la retraite a été compensé par l'augmentation du nombre des agents des collectivités locales.

#### Collectivités locales
Les collectivités locales ont créé près de 70 000 postes en 2008.
La fonction publique territoriale employait fin 2008 1,82 million de personnes (+3,9 % par rapport à 2008 et une hausse de 40 % par rapport à 1998). Cette hausse est en partie liée à la deuxième loi de décentralisation (Acte II) intervenue en 2003. Les régions ont vu leurs effectifs augmenter de 1998 à 2008 de 22,5 % en moyenne chaque année et même de 49 % par an depuis 2005 (Elles n'emploient cependant que 4 % de l'ensemble des fonctionnaires territoriaux). Dans plus d'un cas sur quatre, les recrutements intervenus les trois années antérieures à 2008 n'étaient pas liés à un transfert de compétences de l'État.

#### Fonction publique hospitalière
Dans la fonction publique hospitalière, la progression des effectifs en 2008 a été de +1 % sur un an, soit 10 000 agents en plus (soit quatre fois inférieure à celle des collectivités locales). Au 31 décembre 2008, les personnels des hôpitaux publics représentaient 1 million de personnes environ. Ces effectifs ont augmenté de 1,8 % en moyenne chaque année sur les dix dernières années.

### 2012-2017
Le programme de François Hollande promet « une stabilité des effectifs de la fonction publique et des dépenses ». Le projet de loi de finances 2012 prévoyait la suppression de 30 400 postes équivalents temps plein (ETP), contre près de 32 000 en 2011, sur 2,3 millions de fonctionnaires d’État, répartis comme suit : l'éducation nationale : -14 000 ETP, la défense : -7 462 ETP, le ministère de l'Intérieur : -3 621 ETP, le ministère du Budget : -2 870 ETP. Outre ces quatre ministères les plus touchés, d'autres postes devaient également être supprimés dans presque tous les autres ministères. Par contre, aucun poste ne devait être supprimé au ministère de la Recherche ; la justice devait même voir ses effectifs progresser de 515 postes. Le projet de loi prévoyait également la suppression de 1 106 postes dans les ODAC (établissements publics), sur 373 000 ETP.
Le projet de loi de finances 2013 prévoyait une suppression nette de 1 287 postes. Dans le cadre de l'effort engagé pour la Modernisation de l'action publique, 12 298 suppressions de postes étaient prévues. Celles-ci étaient en partie compensées par 11 011 créations de postes respectivement dans : l'Éducation nationale, l'enseignement agricole et les universités : 10 011 ETP, la Police nationale et la Gendarmerie : 480 ETP, la Justice : 520 ETP.
Les ministères les plus touchés par les suppressions de postes prévues par le projet de loi de finances 2013 sont le ministère de la Défense avec 7 234 postes, et le ministère de l’Économie et des Finances avec 2 353 postes.
La fonction publique territoriale connaît entre décembre 2012 et décembre 2013 la plus forte variation d'effectifs avec une progression de +2 %, soit +0,9 % hors contrats aidés. La fonction publique hospitalière connaît à cette même période une augmentation de 1,7 % de ses effectifs, soit +1,4 % hors contrats aidés. Les effectifs de la fonction publique de l'état ont progressé de +1,0 %, soit +0,1 % hors contrats aidés.
Dans son ensemble, la fonction publique a connu entre le 31 décembre 2012 et le 31 décembre 2013 une évolution de ses effectifs de +1,5 %, soit +0,7 % hors contrats aidés. En effectif en équivalence temps plein, la progression est de +0,6 %, soit +0,5 % hors contrats aidés. La fonction publique française emploie fin 2013, 5 600 400 agents dont 183 500 bénéficiaires de contrats aidés.
En 2014, le nombre de fonctionnaires augmente de plus de 40 000. L'augmentation totale entre 2012 et 2015 s'élève à 140 000.
En septembre 2015, Emmanuel Macron annonce qu'il estime que le statut des fonctionnaires n'est « plus adapté » pour certaines missions et lance un débat sur une possible refonte du statut. 70 % des Français approuveraient les propos du ministre de l'Économie sur le statut des fonctionnaires,.

### 2017-2022
Le quinquennat d’Emmanuel Macron s’inscrit également dans cette politique de réduction des effectifs de la fonction publique entamée par ses prédécesseurs.
Dès 2017, le programme présidentiel fixe pour objectif le non remplacement de 120 000 emplois publics sur la durée du quinquennat dont 50 000 postes dans la fonction publique d’État et 70 000 dans la fonction publique territoriale. La fonction publique hospitalière, elle, n’est pas concernée par cet objectif.

#### Fonction publique d'État
S’agissant de la fonction publique d’État, la première partie du quinquennat est caractérisée par une réduction importante du nombre de fonctionnaires.
Ainsi, le schéma d’emplois issu de la loi de finances pour 2018 prévoit au solde général la suppression de 1 660 ETP toutes administrations confondues. Cette baisse est principalement supportée par le ministère de l’Action et des Comptes publics (-1 479 ETP) et par le ministère de la Transition écologique et solidaire (-1 324 ETP). À l’inverse, les ministères de la Justice et de l’Intérieur gagnent respectivement 1 000 ETP et 1 477 ETP.
Cette tendance est confirmée par le projet de loi de finances pour 2019 qui entérine la suppression de 4 164 ETP pour le nouvel exercice budgétaire. Là encore, la baisse des effectifs est principalement supportée par le ministère de l’Action et des Comptes publics (-2 283 ETP) et par le ministère de la Transition écologique et solidaire (-1 078 ETP), tandis que les ministères de la Justice et de l’Intérieur voient croître leurs effectifs de manière importante (respectivement +1 300 ETP et +2 278 ETP). Les ministères de l’Éducation nationale et du Travail, de l’Emploi et de l’Insertion accompagnent également cette diminution des effectifs avec respectivement -1 813 ETP et -1 618 ETP.
La seconde partie du quinquennat dévie sensiblement de l’objectif initial. Dès le mois d’avril 2019, le chef de l’État semble renoncer à son objectif de suppression de 120 000 postes de fonctionnaires sur l’ensemble des trois versants de la fonction publique lors d’une conférence de presse où il affirme : « J'assume totalement d'abandonner cet objectif s'il n'est pas tenable ». En juillet de la même année, Gérald Darmanin confirme ces propos : « Ce sera sans doute autour de 15 000 suppressions de postes de fonctionnaire d’État sur le quinquennat, dont moins de 2 000 l’année prochaine, pour l’essentiel à Bercy ».
L’année 2020 matérialise l’abandon de l’objectif formulé au sein du programme présidentiel en initiant une stabilisation des effectifs de la fonction publique d’État. Le projet de loi de finances pour 2020 prévoit ainsi au total la création de 192 ETP.
Le projet de loi de finances pour 2021 s’inscrit également dans cette logique de stabilisation. Dans la fonction publique d’État, le solde global des suppressions de postes s’élève à 157 ETP, dont 11 dans les ministères et 146 pour les opérateurs. La diminution des effectifs est là encore principalement assumée par le ministère de l’Action et des comptes publics (-2 163 ETP), le ministère de la Transition écologique et solidaire (-947 ETP) et celui du Travail de l’emploi et de l’insertion (-496 ETP). Inversement, les fonctions régaliennes sont de nouveau renforcées : alors que le ministère de l’Intérieur gagne 3 159 ETP, environ 1 500 ETP sont créés au ministère de la Justice.
Au total, sur la période 2018-2021, si environ 20 000 ETP sont supprimés, le solde total des suppressions de postes ne s’élève qu’à 5 475 ETP, soit environ un dixième de l’objectif initialement annoncé par le programme présidentiel.

##### Les grands corps de l'État
En avril 2019, le président annonce la fin de l’ENA et des grands corps de l’État. Cette réforme a été enterrée, à la suite du rapport Thiriez, moyennant la création d'un nouveau concours avec le dispositif « Talents du service public » qui doit réserver des postes dans six concours à des jeunes issus de milieux défavorisés.
Ce nouveau dispositif vise à diversifier l'accès à la haute fonction publique. Annoncé à l'occasion d'une visite du président de la République à l'institut régional d'administration de Nantes, le 11 février, le programme « Talents du service public » – en référence à l'article 6 de la Déclaration des droits de l'homme et du citoyen – amplifie les classes préparatoires intégrées (CPI) destinées aux jeunes de milieux sociaux défavorisés. Leur nombre devrait être augmenté pour atteindre au minimum deux par région et accueillir, dès la rentrée 2021, 1 700 élèves (contre 700 places aujourd'hui).

#### Fonction publique territoriale
L’objectif de la suppression de 70 000 postes au sein de la fonction publique territoriale reste, lui, inchangé. Mi-2019, Gérald Darmanin affirme ainsi que le gouvernement « devrait » tenir cet objectif. Début 2021, aucun bilan n’a eu lieu pour le moment sur sa réalisation.

#### Fonction publique hospitalière
La fonction publique hospitalière était considérée comme devant être épargnée de toute réduction d'effectifs dans les différents programmes présidentiels proposés par les candidats en 2016. Le président Emmanuel Macron n’a pas changé de cap quant à cette partie de son programme et a de plus dû, au regard de la crise sanitaire de la Covid-19, revaloriser la fonction publique hospitalière.
À la suite du « Ségur de la santé », clôturé le 21 juillet 2020, le gouvernement allouera 8,2 milliards d'euros par an à la revalorisation des rémunérations des personnels hospitaliers et 6 milliards d'euros par an d'investissements pour l'hôpital et le secteur médico-social. Malgré cela, la fuite des personnels se poursuit. Pour y remédier et afin de soutenir l'emploi hospitalier et pourvoir les emplois vacants, le ministre des solidarités et de la santé, Olivier Véran, a annoncé 15 000 nouveaux recrutements dans le secteur.

## Évolution des rémunérations
En 10 ans (de mars 2002 à décembre 2012), le point d'indice n'a progressé que de 6,6 % alors que l'inflation sur la même période progressait de 20,3 %. À échelon constant, ou par comparaison avec leurs aînés, les fonctionnaires auraient donc vu leur pouvoir d'achat diminuer de 11,4 % en dix ans. Le « Glissement vieillissement technicité » a modéré cette baisse des salaires pour certains des fonctionnaires déjà en postes alors qu'une partie des fonctionnaires débutants, ont subi directement cette baisse de pouvoir d'achat par comparaison avec leurs aînés.
En 2010, un agent de l'État toutes catégories confondues a perçu en moyenne 2 459 euros net par mois, soit une hausse de 0,8 % en euros constants sur un an. Cependant les agents de la catégorie A ont vu leurs salaires baisser de 0,2 % sur un an à euros constants, les plus touchés étant les enseignants avec une baisse de 0,9 % sur la période 2009-2010 à euros constants. Un agent territorial gagnait près de 600 euros de moins et un hospitalier, 150 euros. En 2008, les fonctionnaires territoriaux et hospitaliers ont vu leur traitement net baisser en un an, respectivement de 0,6 % et 0,1 % à euros constants.
Le point d'indice, base de calcul des traitements, a été relevé de 0,5 % en juin 2010 mais il n'a pas changé en 2011, 2012 et 2013, et il ne sera pas non plus revalorisé en 2014. Une hausse de 1 % du point d'indice représente environ 800 millions d'euros en année pleine pour l'État ; le double en incluant les autres employeurs de fonctionnaires (hôpitaux et collectivités territoriales). D'autres éléments participent cependant au pouvoir d'achat des fonctionnaires, comme l'ancienneté, les promotions, les revalorisations de telle ou telle catégorie de personnel.
Selon le gouvernement, le pouvoir d'achat des fonctionnaires devait progresser de 3,4 % par agent en 2010. Instauré au début du quinquennat, le rattrapage individuel pour les agents dont le traitement progresse moins vite que l'inflation, a lieu tous les ans.
Par ailleurs, dans chaque ministère doit avoir lieu la redistribution de la moitié des économies réalisées grâce au non-remplacement d'un départ à la retraite sur deux. Ces économies ont représenté 644 millions d'euros en 2009 et devraient s'élever à environ 500 millions d'euros par an dans les prochaines années.

## Retraites
Dans la fonction publique, les départs à la retraite s'échelonnent entre 50 ans (cas de certains services dits actifs présentant des caractères exceptionnels de dangerosité comme l'Administration pénitentiaire ou encore La Police nationale, car une aptitude physique est obligatoire pour l’exercice de ces emplois) et 70 ans (la limite d'âge de certains hauts fonctionnaires et hauts magistrats est de 68 ans et celle des professeurs au Collège de France est de 70 ans s'ils en font la demande). L'âge moyen de départ à la retraite des fonctionnaires civils s'établissait pour l'année 2006 à 58 ans et 1 mois, soit en moyenne 2 ans et 10 mois plus tôt que les salariés du secteur privé. L'âge médian est significativement plus élevé, puisqu'il est moins sensible que l'âge moyen au relativement petit nombre de départs très précoces.
En 2003, la durée de cotisation des fonctionnaires titulaires a été alignée sur celle du régime général, avec un passage progressif à 40 annuités pour une retraite à taux plein. Un fonctionnaire doit avoir travaillé au moins deux ans comme fonctionnaire pour avoir droit à une pension de la fonction publique. Dans le cas contraire, il est affilié rétroactivement au régime général. Les agents publics contractuels (CDD, CDI) sont également affiliés au régime général. Pour les fonctionnaires une annuité doit correspondre à 12 mois d'activité, à la différence des personnes affiliées au régime général (salariés de droit privé et agents publics contractuels) pour lesquelles, dans certains cas, une période de travail de quelques mois peut compter pour une annuité complète.
Le montant mensuel de la pension des fonctionnaires correspond généralement à 75 % du dernier traitement indiciaire hors primes et heures supplémentaires, si ce dernier a été perçu au moins six mois et si le fonctionnaire a atteint le nombre maximal d'annuités. Le montant de la pension des fonctionnaires est donc calculé sur les six meilleurs mois de leur activité professionnelle, contre les 25 meilleures années pour les salariés du régime général. Ce mode de calcul est généralement plus avantageux, mais l'absence de compensation de l'inflation le rend défavorable pour tout fonctionnaire dont l'indice de rémunération n'a que très peu augmenté au cours des 25 dernières années. Contrairement au privé, les primes et heures supplémentaires perçues par les fonctionnaires ne sont par ailleurs pas prises en compte pour le calcul du montant de la pension de retraite : elles interviennent seulement et partiellement, depuis 2005, pour une retraite complémentaire par points, la RAFP, dans la limite de 20 % du traitement. Les primes et heures supplémentaires représentent en moyenne 30 % de celui-ci, avec de très fortes disparités suivant les fonctions exercées). Les taux de remplacement médians des régimes privé et public sont in fine très voisins, avec dans les deux cas de fortes disparités internes.
Le montant mensuel des retenues pour cotisations retraite reste actuellement un peu moins élevé pour les fonctionnaires que pour les salariés du privé (jusqu'en 2010 7,85 % contre 10,55 %). Cette différence va disparaître progressivement, la Réforme des retraites en France en 2010 ayant prévu à terme de 10 ans un strict alignement des deux taux de cotisation à 10,55 %. En 2012 par exemple, le taux de retenue est passé à 8,39 %. La prise en compte du nombre d'enfants dans le calcul d'un nombre effectif d'annuités est par contre plus avantageuse dans le régime général que dans la fonction publique.
La Cour des comptes estime à 1 050 milliards les engagements de retraite pour le secteur public, en termes bruts d'ici à 2050. C'est 6 milliards de moins que la précédente estimation. Les deux tiers, environ, sont assurés d'être financés par le système existant. En revanche, la Cour des comptes fixe à 357 milliards les besoins de financement supplémentaires, actualisés en 2050. Les ressources nouvelles nécessaires pourront provenir d'une baisse du montant des pensions, d'un allongement de la durée de cotisation, d'une augmentation des prélèvements sur les actifs, ou plus probablement d'une combinaison de ces 3 options.

## Taux d'absence et temps de travail effectif
Le taux d'absence de la fonction publique est difficilement appréhendable, car il n'existe pas de définition officielle du taux d'absentéisme, ce qui complique tout rapprochement statistique. À l'intérieur même de la fonction publique, les statistiques d'absentéisme entre les fonctions publiques d'État, territoriale et hospitalière ne sont pas comparables entre elles. Difficulté supplémentaire , l'État communique peu à ce sujet. Pour le gouvernement, « il n'y a pas de différence d'absentéisme entre les salariés du public et ceux du privé : on est à 3,9 % pour les uns et 3,7 % pour les autres ». Michel Godet y voit un artifice et cite les calculs de l'Institut français pour la recherche sur les administrations et les politiques publiques (IFRAP) qui « montrent un écart du simple au double entre privé et public (5,5 % dans le privé contre 7,3 % dans la fonction publique d’État, 11 % dans la fonction publique hospitalière et 11,3 % en moyenne dans la fonction publique territoriale) ».
Les régions qui enregistrent le plus grand nombre de jours d'absence par fonctionnaire par an sont le Nord-Pas-de-Calais, l'Aquitaine et Provence-Alpes-Côte-d'Azur avec respectivement 35 jours pour la première et 34 pour les deux autres,. Pour les collectivités locales, le taux d'absence a progressé de 19 % entre 2007 et 2014,.
Pour les municipalités en 2011, la ville de Montpellier est celle où le taux d'absentéisme est le plus fort en France avec une moyenne 39,6 jours par an. Pour la ville de Paris, le nombre de jours ouvrés perdus s'élève à 20 jours par an et par agent, soit un coût pour la municipalité de 160 millions d'euros.
Selon un rapport de l'Inspection générale des finances (IGF) rendu en 2019 et remis au ministre chargé du Budget, sur un effectif audité de 1,1 million d'agents publics d'État (hors professeurs, magistrats, militaires et gendarmes), 310 000 travaillent moins que le seuil légal des 35 heures. Parmi les fonctionnaires réalisant moins de 35 heures, 120 000 d'entre eux bénéficieraient d'aménagements horaires spécifiques en raison de la haute pénibilité de leur travail. Le statut des agents des collectivités locales, qui travailleraient en moyenne 1 578 heures par an (soit 4 jours de moins qu’un salarié aux 35 heures) est particulièrement critiqué par l'IGF parmi ces irrégularités. La fin des régimes dérogatoires aux 35 heures dans la fonction publique », permettrait, selon l'IGF, d'économiser 30 000 postes.

## Pénibilité
Les fonctionnaires sont les premiers exposés à la pénibilité dans leur fonction selon une étude du ministère du Travail. Quelque 64 % des agents de la fonction publique d'État seraient exposés à un contact tendu avec le public, contre 46 % dans le secteur privé.

## Sociologie politique
En 2016, Annick Girardin, ministre de la Fonction publique, réunit des politologues et des spécialistes du FN pour recueillir leurs conseils face à la montée de ce parti au sein de la fonction publique, perçue comme un « fief traditionnellement acquis à la gauche ».
En janvier 2017, une étude du Centre de recherches politiques de Sciences Po (CEVIPOF) met en évidence « la droitisation de l’électorat fonctionnaire […] dans la longue durée », qui « joue davantage au profit des candidats de la droite parlementaire et du centre qu’au profit du Front national bien que ce dernier se soit fortement ancré dans les services publics ».